# Trasformazione agroalimentare

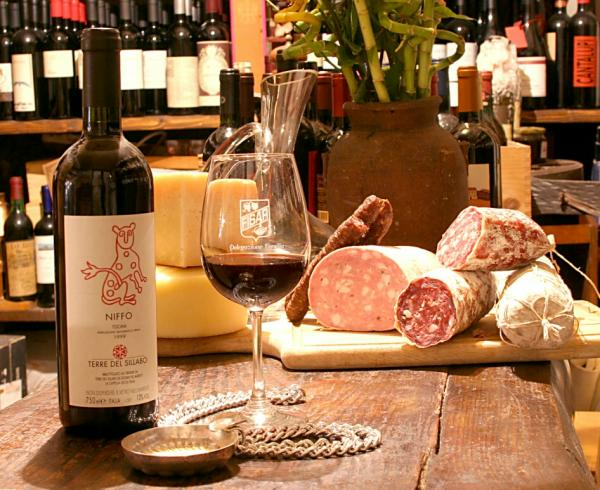
Alcuni prodotti simbolo della trasformazione agroalimentare: vino, formaggio e salumi

La trasformazione agroalimentare è un processo tecnologico ed economico che crea un valore aggiunto ad un prodotto agricolo consentendone l'utilizzazione in forma e condizioni differenti rispetto a quelle originarie al momento della raccolta.

## Tipi di trasformazione

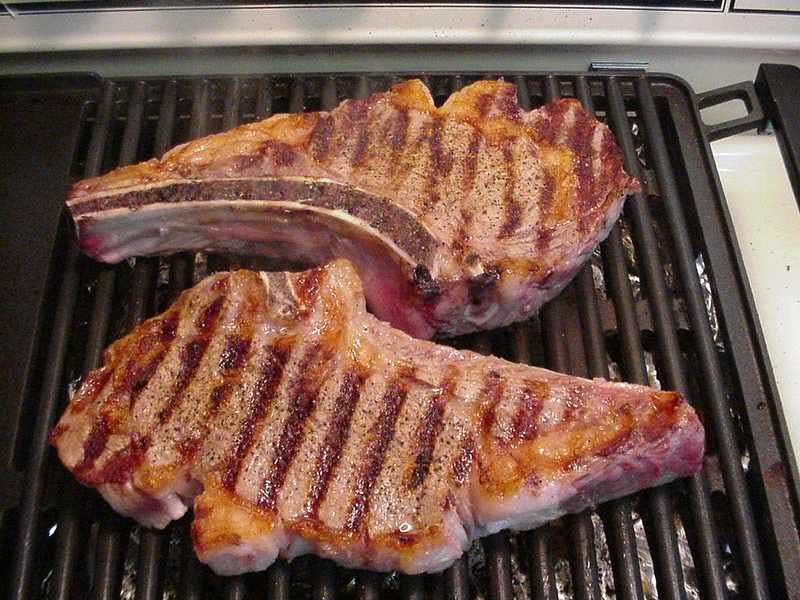
La comune bistecca, apparentemente simile al prodotto originale, ha subito ben tre trasformazioni: una fisica (macellazione e frollatura), una nel tempo (conservazione in refrigerazione), una nello spazio (trasporto e commercializzazione).

Sotto l'aspetto economico si definiscono tre tipi di trasformazione:
- Trasformazione fisica: il prodotto agricolo subisce manipolazioni meccaniche, fisiche, chimiche e biochimiche che ne modificano l'aspetto, lo stato fisico, la consistenza, la struttura, la composizione chimico-nutritiva, le proprietà organolettiche, la digeribilità, al fine di migliorarne le caratteristiche intrinseche come bene alimentare o, in caso estremo, renderlo un bene alimentare a tutti gli effetti. La trasformazione fisica prende denominazioni specifiche secondo la natura e la tipologia di prodotto sia grezzo, sia trasformato.
- Trasformazione nel tempo: il prodotto agricolo subisce manipolazioni meccaniche, fisiche, chimiche e biochimiche che ne migliorano la resistenza all'alterazione, in modo da permetterne il consumo dilazionato nel tempo o il trasporto a distanza. La trasformazione nel tempo è detta genericamente conservazione e assume denominazioni specifiche secondo la natura del trattamento, avendo in ogni caso lo scopo dichiarato di dilazionare nel tempo modifiche inevitabili e inarrestabili a carico dell'alimento, in accordo alla Prima Legge di Parisi della Degradazione Alimentare.
- Trasformazione nello spazio: il prodotto agricolo subisce manipolazioni di natura meccanica e una movimentazione in massa al fine di renderlo commercializzabile in mercati fisicamente distanti dalle stazioni di raccolta. La trasformazione nello spazio è detta genericamente commercializzazione.

La distinzione fra le differenti tipologie di trasformazione, in molti casi, è puramente formale in quanto si possono fra loro integrare, come succede, ad esempio, per la trasformazione fisica e la conservazione, oppure per la conservazione e il trasporto, rendendoli talora inscindibili.
Ad esempio, i processi di produzione dei latticini (formaggio, yogurt, ecc.) sono al tempo stesso di trasformazione fisica e conservazione a carico del latte. Allo stesso modo, il trasporto comporta, nella generalità dei prodotti deperibili, processi di conservazione più o meno blandi che ne garantiscono la durata fino al momento della vendita.

## Processi trasformativi a carico degli alimenti

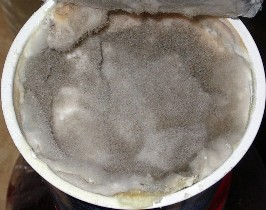
Lo sviluppo delle muffe è un'alterazione frequente sui formaggi.

I componenti chimico-nutritivi dei prodotti alimentari grezzi o trasformati sono soggetti a trasformazioni di varia natura: fisica, fisico-chimica, chimica, biochimica e microbiologica. Il quadro complessivo è eterogeneo, in relazione alle caratteristiche intrinseche del prodotto, alle condizioni operative, agli intervalli di tempo che intercorrono. Una qualsiasi modifica che rientri in questo quadro è una trasformazione o, per distinguerla dalla trasformazione nel tempo e nello spazio, trasformazione fisica (o trasformazione propriamente detta).
Le trasformazioni fisiche spontanee che rientrano negli obiettivi del processo trasformativo sono positive perché costituiscono un risultato desiderato; se invece portano ad esiti imprevisti, se non addirittura dannosi, sono allora dette alterazioni. Le trasformazioni si svolgono spontaneamente, con o senza il controllo dei parametri ambientali ed operativi, oppure artificialmente, creando le condizioni affinché si indirizzino i fenomeni verso il risultato desiderato. Le alterazioni si svolgono sempre spontaneamente; possono essere "fisiologiche", se fanno capo a fenomeni integrati nel ciclo della sostanza organica, oppure essere indotte da particolari condizioni ambientali od operative errate o non ottimali. In ogni caso si interviene per prevenire, arrestare o rallentare lo svolgimento di tali processi quando sono indesiderati.

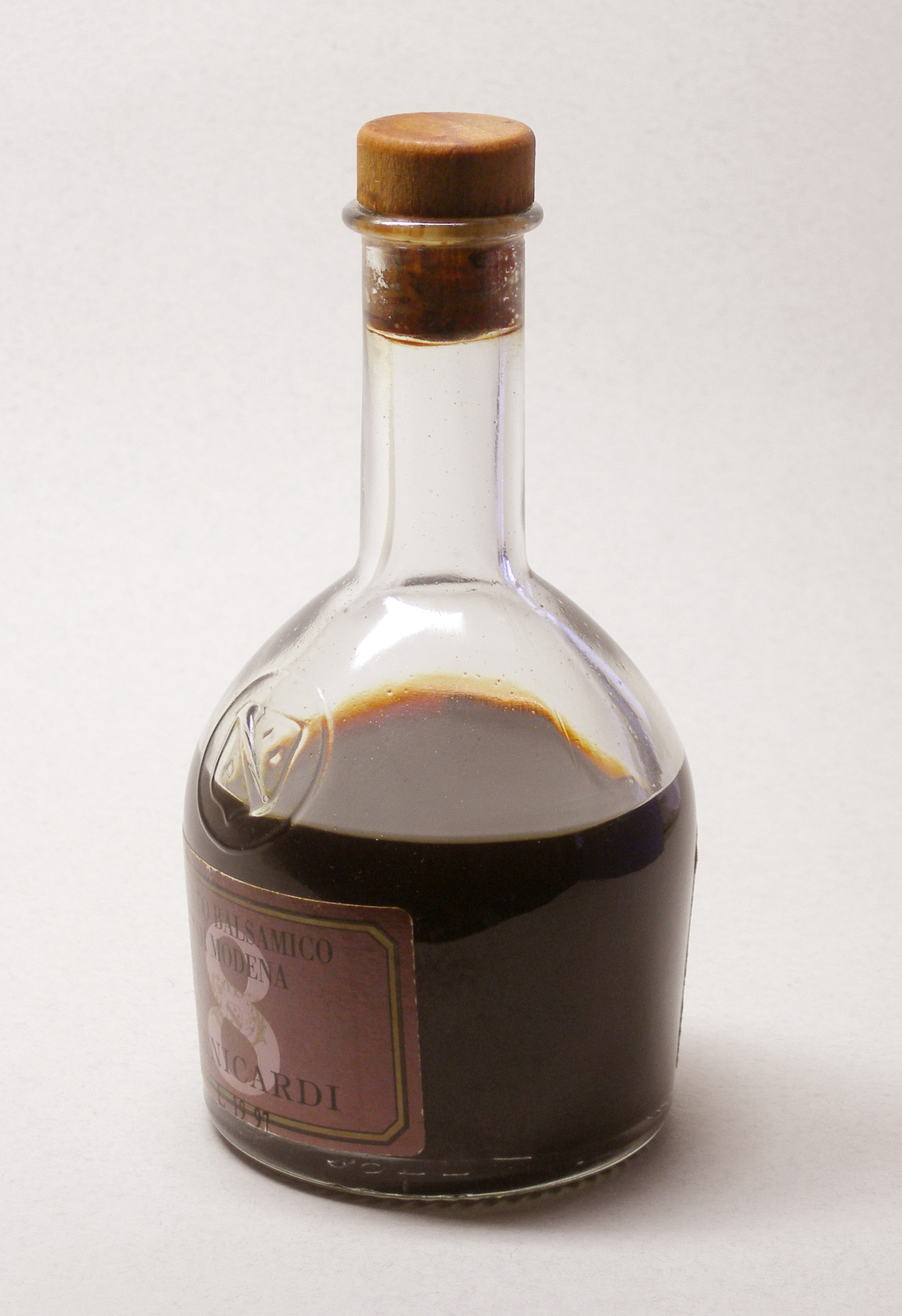
L'aceto è un esempio di prodotto volutamente ottenuto da un processo che, in altre condizioni, è a tutti gli effetti un'alterazione.

Uno stesso fenomeno o processo può rappresentare, secondo il contesto specifico, una trasformazione o un'alterazione. Questo si può verificare su prodotti diversi o anche sullo stesso prodotto. Basti pensare, ad esempio, alla fermentazione acetica: è un processo di alterazione se il vino è il prodotto finale, una trasformazione voluta se invece il vino è un prodotto intermedio da trasformare in aceto. Nel primo caso si creano le condizioni per prevenire la fermentazione acetica, nel secondo per far sì che si svolga in modo ottimale.
Nella maggior parte dei casi le trasformazioni comportano il concorso di più fenomeni e più vie metaboliche, parallele o consecutive, di cui una o più assumono le prerogative di trasformazione principale e le altre quelle di processi complementari secondari. I primi sono alla base della tecnologia che identifica genericamente il prodotto trasformato (es. la fermentazione alcolica nella vinificazione, la coagulazione della caseina nella caseificazione). I processi secondari, invece, rientrano nei fenomeni connessi alla maturazione, fondamentali per il conferimento delle proprietà organolettiche che tipicizzano le varianti del prodotto (bouquet, aroma, consistenza, ecc.). I processi fondamentali sono in generale ben conosciuti nella loro dinamica al punto che in alcune tecnologie si possiede un livello di conoscenza tale da poter guidare la trasformazione con il controllo rigoroso dei parametri ambientali, dello stato fisico e strutturale, della composizione chimica, degli organismi coinvolti, ecc.
La maggior parte delle trasformazioni è di natura biochimica, per l'azione di enzimi endogeni o esogeni. Sono endogeni gli enzimi propri dell'organismo da cui deriva l'alimento, sono esogeni quelli prodotti da organismi che vengono a contatto, accidentalmente o meno, con l'alimento. In quest'ultimo caso si parla per lo più di trasformazioni microbiche in quanto i processi enzimatici sono prodotti da batteri, attinomiceti e funghi. Questi ultimi rientrano in genere nelle categorie delle muffe (Penicillium, Aspergillus, Rhizopus, ecc.) e dei lieviti (Saccharomyces, Torula, Candida, ecc.).

### Glucidi

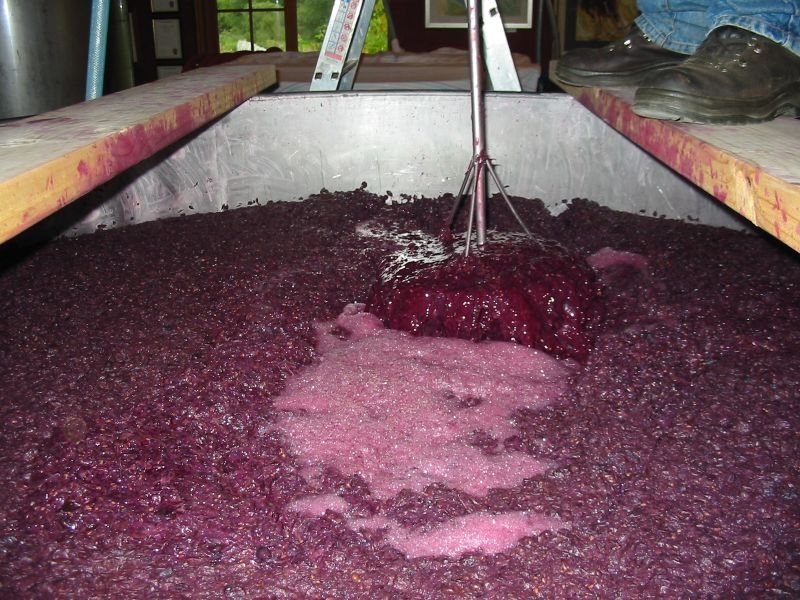
Macerazione del mosto d'uva in presenza delle vinacce. In questa fase si svolge la fermentazione tumultuosa, durante la quale si verifica la moltiplicazione dei lieviti per ossidazione completa degli zuccheri.

I principali processi trasformativi a carico dei glucidi sono riconducibili ai seguenti:
1. idrolisi dell'amido e di altri polisaccaridi alimentari;
2. ossidazione completa degli zuccheri (respirazione cellulare)
3. fermentazione.

L'idrolisi dell'amido è un processo enzimatico attuato da amilasi endogene, con formazione di disaccaridi (maltosio) e monosaccaridi (glucosio). Si svolge spontaneamente nel corso della maturazione della frutta, oppure è un processo attivato artificialmente per ottenere substrati fermentescibili da prodotti amilacei (cereali, patate) per la produzione di bevande alcoliche.
La respirazione è il complesso di reazioni che comprende la glicolisi, la decarbossilazione ossidativa del piruvato, il ciclo di Krebs e la fosforilazione ossidativa. Comporta l'ossidazione totale degli zuccheri con produzione di anidride carbonica e acqua. È un processo desiderato quando deve condurre ad una moltiplicazione dei microrganismi (fermenti). Si verifica, ad esempio, durante la prima fase della vinificazione (fermentazione tumultuosa) e durante la lievitazione nella panificazione. In generale, però, la respirazione è un processo negativo in quanto riduce le proprietà nutritive ed organolettiche dell'alimento (es. riduzione del tenore zuccherino nella frutta) o le proprietà tecnologiche del prodotto agricolo (es. riduzione della resa in zucchero delle barbabietole). È quasi sempre di natura endogena perché rientra nei processi metabolici fisiologici delle cellule ed è favorita dalle temperature ambientali alte e dall'aerazione.
La fermentazione, a differenza della respirazione, è un processo ossidativo incompleto che si svolge in condizioni di anaerobiosi. Le fermentazioni sono generalmente operate da Batteri e Lieviti, genericamente detti fermenti. Le fermentazioni degli zuccheri seguono, almeno in parte, la via metabolica della glicolisi e si differenziano fondamentalmente dalla respirazione nella trasformazione che subisce l'acido piruvico. I più importanti processi fermentativi a carico degli zuccheri sono la fermentazione alcolica, la fermentazione omolattica e la fermentazione eterolattica.

### Prodotti del metabolismo glucidico

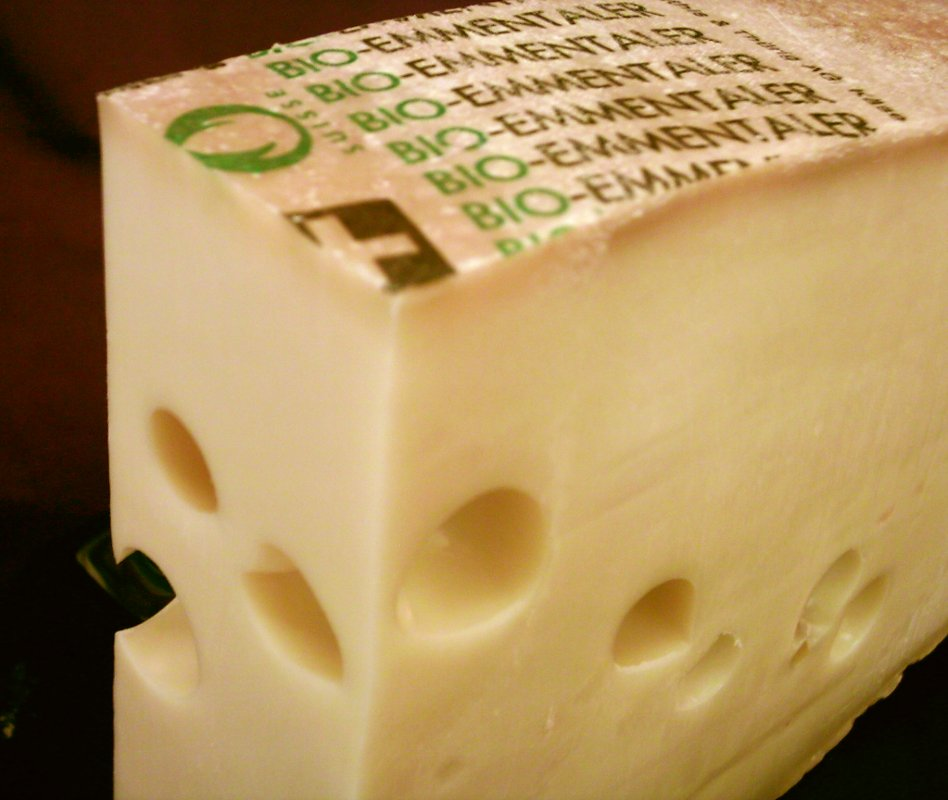
I caratteristici "buchi" dei formaggi occhiati si devono allo sviluppo di gas nella fermentazione propionica e rappresentano un requisito di qualità: è intorno ad essi che si concentrano le sostanze che conferiscono il gusto a questi formaggi.

Gli alcoli, i composti carbonilici e gli acidi organici presenti in un prodotto agroalimentare sono soggetti, come gli zuccheri, a trasformazioni fermentative che influiscono sulle proprietà organolettiche dell'alimento. La natura di questi processi fermentativi, gli organismi coinvolti e il ruolo svolto nella trasformazione, variano secondo i casi, ma in generale si tratta di processi collaterali o consecutivi che rientrano nella generalità dei fenomeni connessi alla maturazione e alla stagionatura del prodotto. Fra i vari processi fermentativi si citano i seguenti:
- Fermentazione glicerica: processo complementare della fermentazione alcolica, conferisce morbidezza al vino, ma oltre una certa soglia ne altera negativamente le proprietà organolettiche.
- Fermentazione propionica: processo di maturazione fondamentale per alcuni formaggi (Asiago, Emmental, Edam, Groviera, Gouda, ecc.) perché produce la tipica occhiatura e le proprietà organolettiche associate.
- Fermentazione butirrica: è una fermentazione secondaria di un'alterazione, il gonfiore tardivo, a carico dei formaggi stagionati (es. Grana).
- Fermentazione malolattica: è una fermentazione secondaria nella vinificazione che riduce la percezione dell'acidità fissa e conferisce più morbidezza e corpo ai vini rossi. È invece un processo dannoso per la maggior parte dei vini bianchi.
- Fermentazione acetica: è una trasformazione ossidativa fondamentale per la produzione dell'aceto, ma per alcuni alimenti è un'alterazione a tutti gli effetti (vino, frutta, miele, ecc.).
- Fermentazioni aromatiche[1]. Attuate da fermenti eterolattici, sono processi secondari che portano allo sviluppo di composti carbonilici, in particolare acetaldeide e diacetile. Sono ad esempio processi di maturazione fondamentali per il conferimento dell'aroma al burro.

### Proteine

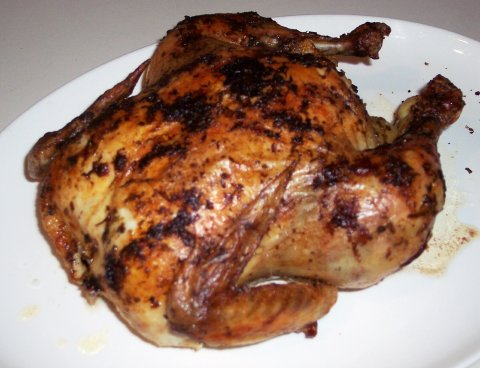
La tipica colorazione scura degli arrosti è dovuta alla formazione delle melanoidine, prodotte dalla reazione di Maillard nel corso della cottura.

Le proteine sono interessate soprattutto dalle seguenti trasformazioni:
- denaturazione;
- reazioni di Maillard;
- proteolisi;
- putrefazione.

La denaturazione delle proteine consiste nella perdita della struttura quaternaria, terziaria o secondaria. Gli agenti diretti della denaturazione sono fattori fisici o chimici, fra i quali le alte temperature, l'abbassamento dell'attività dell'acqua, l'aumento della concentrazione ionica del mezzo e, infine, le variazioni del pH. Gli effetti principali della denaturazione consistono nella perdita di solubilità e delle proprietà biologiche e chimico-fisiche specifiche.
La reazione di Maillard, meglio conosciuta come caramellizzazione, è un processo chimico complesso che coinvolge le proteine e gli zuccheri a seguito dell'azione delle alte temperature, con formazione di composti carbonilici, composti azotati condensati (melanoidine) e idrossimetilfurfurale (HMF). Fra le conseguenze più importanti ci sono: l'aumento delle proprietà aromatiche, in genere sgradevoli, l'imbrunimento, causato dalle melanoidine, la riduzione della digeribilità delle proteine.

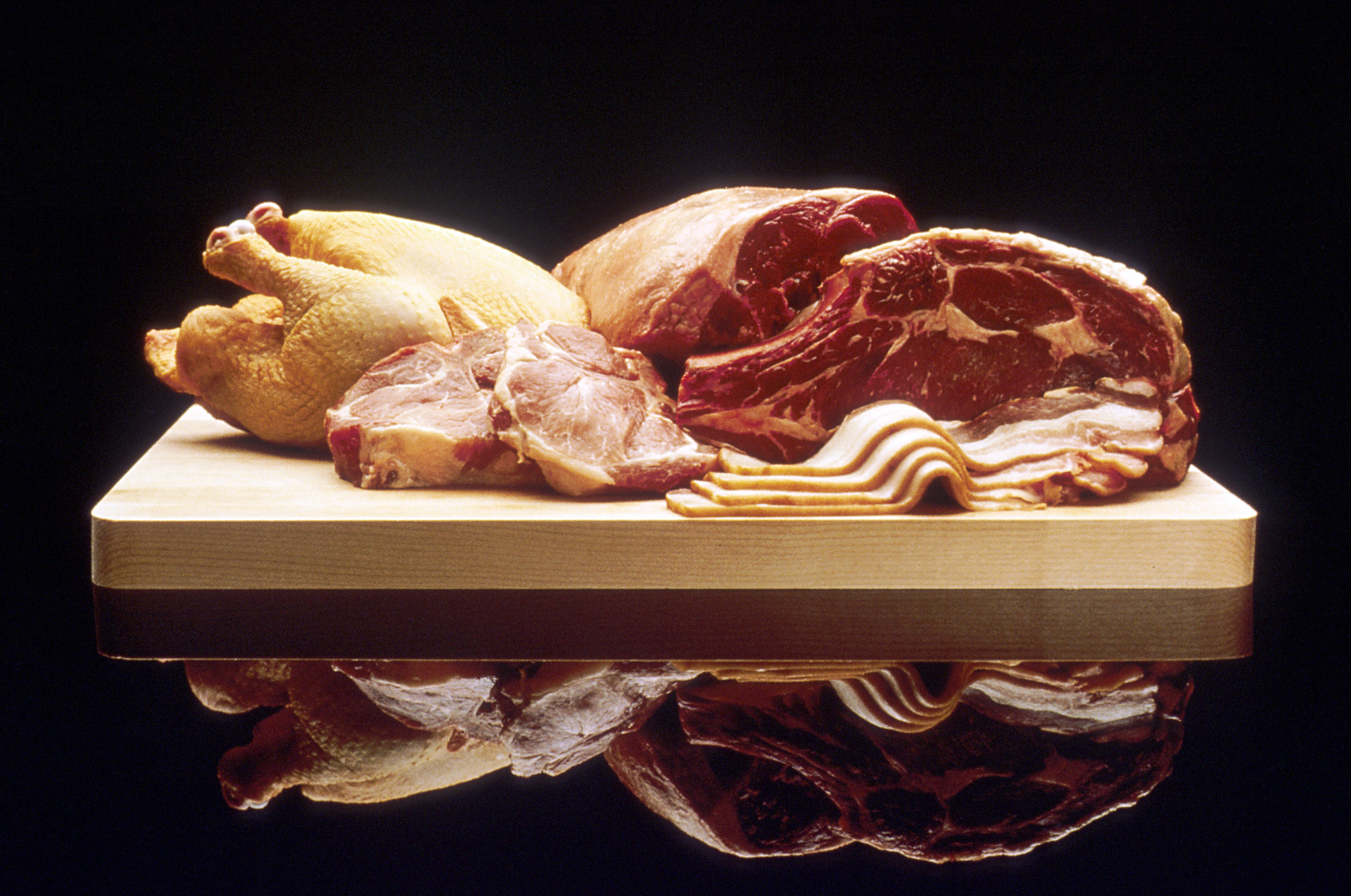
Per il loro elevato contenuto proteico, la carne, il pesce, le uova e il latte sono gli alimenti più esposti alla proteolisi e alla putrefazione.

La reazione di Maillard è indotta in particolare dalle alte temperature sviluppate con la cottura, in relazione alla durata di esposizione, oppure da cattive condizioni di conservazione di alcuni alimenti, per esposizione alla luce e a temperature alte. In genere è un fenomeno negativo che provoca un decadimento qualitativo del prodotto per l'imbrunimento e il sapore di cotto, vi sono tuttavia casi in cui l'alterazione è desiderata perché migliora le proprietà organolettiche o tecnologiche del prodotto, come ad esempio nel caso del caffè e del malto torrefatti.
La proteolisi e la putrefazione sono due processi fra loro strettamente correlati, il primo come il preludio al secondo e, in parte, si sovrappongono con intensità via via crescente della putrefazione. La proteolisi consiste nella rottura della struttura primaria delle proteine e, quindi, nello sviluppo di catene polipeptidiche più piccole e amminoacidi liberi. Porta ad un aumento della digeribilità delle proteine ma, anche, ad una potenziale riduzione del loro valore nutritivo. La putrefazione consiste invece nella distruzione degli amminoacidi, con conseguente sviluppo di composti fortemente aromatici derivati dal metabolismo dell'azoto e dello zolfo. I primi sono responsabili di odori pungenti e sgradevoli che ricordano, ad esempio, il pesce marcio, i secondi degli odori sgradevoli che ricordano le uova marce.

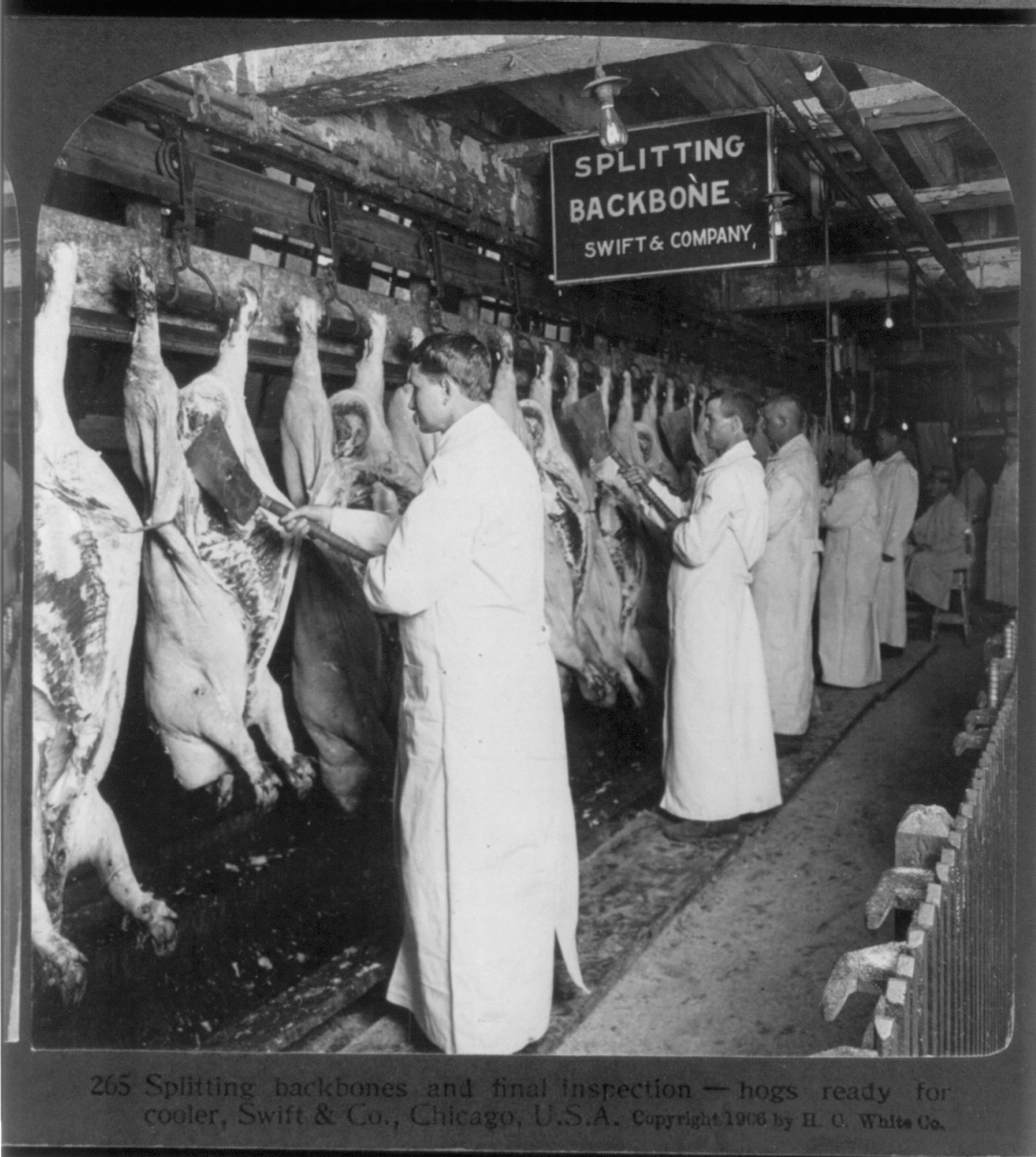
Dopo la macellazione e la preparazione delle carcasse, le mezzene devono sostare in cella frigorifera affinché si svolga un principio di proteolisi, detto frollatura, che migliora l'edibilità della carne.

La proteolisi è un processo utile e desiderato se procede in modo controllato e non particolarmente spinto. Una moderata proteolisi modifica infatti lo stato strutturale dell'alimento migliorandone le proprietà organolettiche e, entro una certa misura, la digeribilità. Una blanda alterazione degli amminoacidi, riconducibile ad un principio di putrefazione, è inoltre positiva in quanto può migliorare le proprietà aromatiche e la serbevolezza dell'alimento. Queste azioni si verificano, in particolare, nei trattamenti di maturazione delle carni macellate fresche e dei formaggi.
Subito dopo la macellazione la carne ha caratteristiche di scarsa commestibilità che migliorano con la frollatura a causa del rigor mortis e dello stato strutturale delle proteine muscolari. La frollatura, attuata da enzimi di origine microbica e tissulare, permette alla carne di acquisire un maggior grado di tenerezza e succosità, una perdita di colore. Lo sviluppo moderato di sostanze aromatiche (chetoni, aldeidi, ammoniaca, ammine, idrogeno solforato, ecc.) conferisce alla carne una maggiore serbevolezza. Un'elevata carica microbica iniziale, un prolungamento della frollatura e un'alterazione delle condizioni ambientali rendono tali processi di tipo degenerativo e causano il deperimento per putrefazione.
Nei formaggi la proteolisi rappresenta il processo più importante e anche più complesso nella fase di maturazione: la trasformazione delle proteine è infatti fondamentale per la modifica della consistenza e della tessitura dovuta alla rottura del reticolo caseinico, per migliorare la capacità di ritenzione dell'acqua, per dare sapidità in seguito al rilascio dell'acido glutammico, ecc.. L'intensità e il ruolo di queste trasformazioni e il loro rapporto con l'altro processo fondamentale, la lipolisi, cambiano secondo i contesti e concorrono alla differenziazione delle varie tipologie di formaggi.

### Lipidi

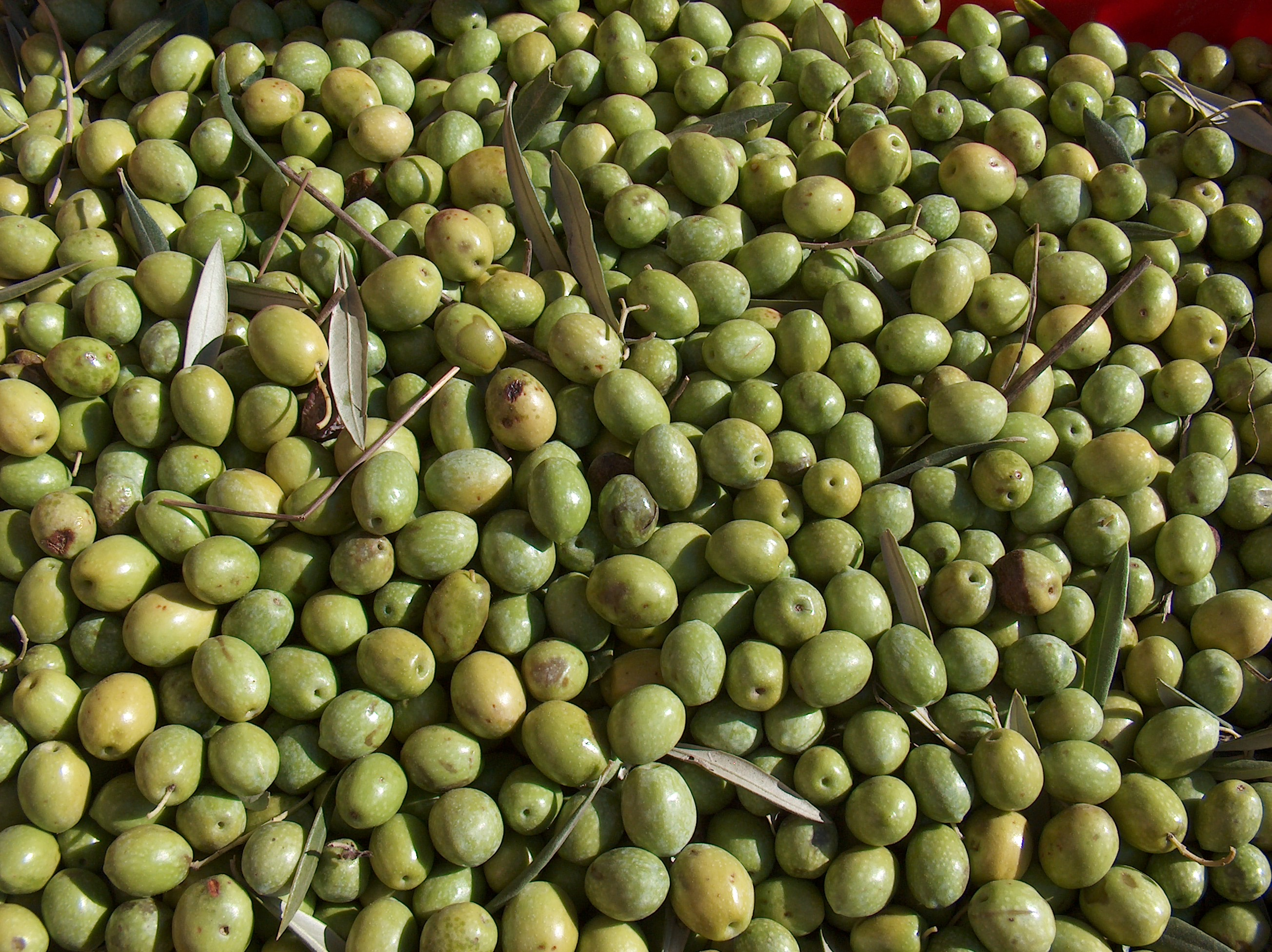
L'acidità dell'olio di oliva è dovuta all'inacidimento che si svolge sulle olive bacate oppure raccolte e mantenute in condizioni non ottimali prima della frangitura.

I lipidi presenti negli alimenti sono rappresentati, per la quasi totalità, dai trigliceridi degli acidi grassi, ossia i grassi propriamente detti. Questi composti sono soggetti fondamentalmente a tre tipi di trasformazioni:
- idrolisi;
- irrancidimento chetonico;
- irrancidimento ossidativo.

L'idrolisi, o inacidimento, è favorita dall'umidità e, soprattutto, dall'azione combinata della luce e della lipasi, enzima di natura endogena o esogena. Questa trasformazione scinde il grasso in glicerolo, mono e digliceridi e, infine, acidi grassi liberi. Si svolge in particolare negli alimenti ricchi d'acqua (grassi animali) e nei frutti oleosi (es. le olive). Si tratta di un'alterazione perché può sviluppare acidi grassi a basso peso molecolare, responsabili di cattivi sapori, e perché predispone gli alimenti all'irrancidimento ossidativo.

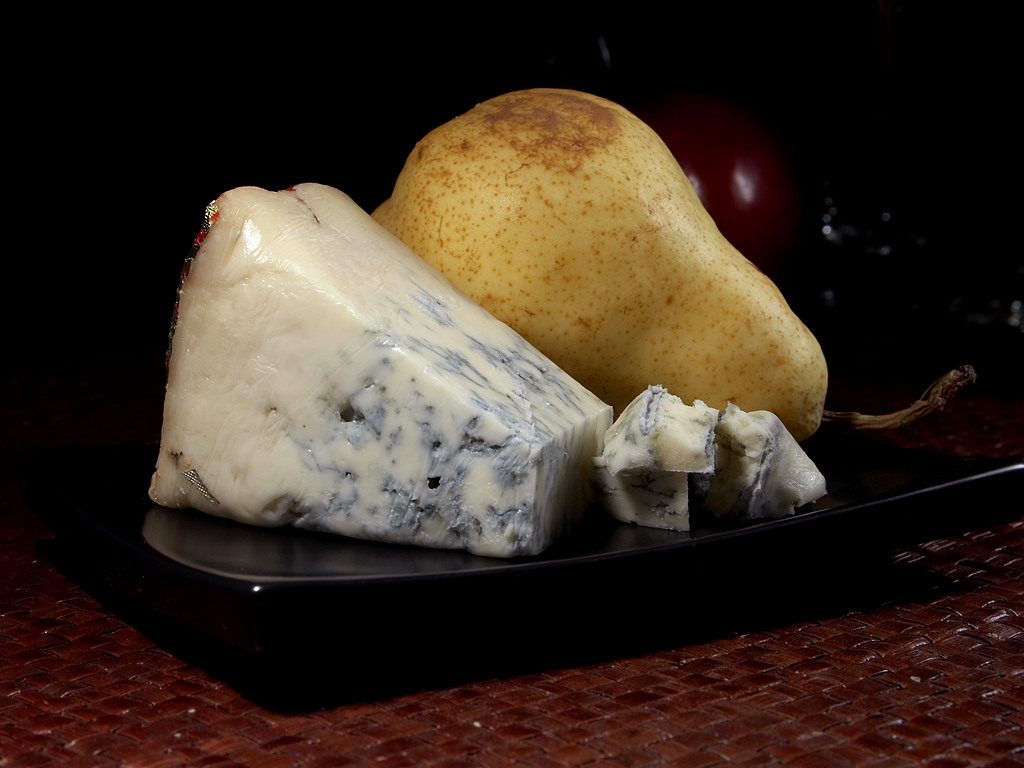
L'irrancidimento chetonico è un'alterazione microbica generalmente indesiderata, ma è il processo basilare per la formazione delle proprietà organolettiche dei formaggi erborinati.

L'irrancidimento chetonico è un'alterazione microbica, frequente nei frutti e semi oleaginosi provvisti di un certo grado di umidità. Porta alla formazione di odori e sapori sgradevoli dovuti alla formazione di metilchetoni, ma in alcuni casi è un processo desiderato, come nella maturazione dei formaggi erborinati (Gorgonzola, Roquefort, Brie, Camembert, ecc.).
L'irrancidimento ossidativo è l'alterazione più grave e più frequente a carico dei grassi alimentari. Sono colpiti, oltre i grassi veri e propri, anche i fosfolipidi e alcuni composti organici formati da catene idrocarburiche (es. i caroteni). Il processo è di natura chimica e sviluppa radicali, che per la loro reattività innescano una propagazione a catena. Nella fase di terminazione i radicali si stabilizzano formando composti organici vari. Fra questi sono presenti aldeidi e chetoni volatili responsabili dell'odore di rancido. L'alterazione è favorita dall'esposizione alla luce, alle temperature alte, dalla presenza di perossidi, dal contatto con alcuni metalli, dalla presenza dell'enzima lipossidasi. Composti presenti negli alimenti possono rallentare l'innesco dell'irrancidimento (antiossidanti) oppure accelerarlo (pro-ossidanti, come la mioglobina, l'emoglobina e la clorofilla). La predisposizione è comunque il risultato di un complesso insieme di fattori che possono proteggere gli alimenti o esporli maggiormente a questa alterazione.

### Polifenoli

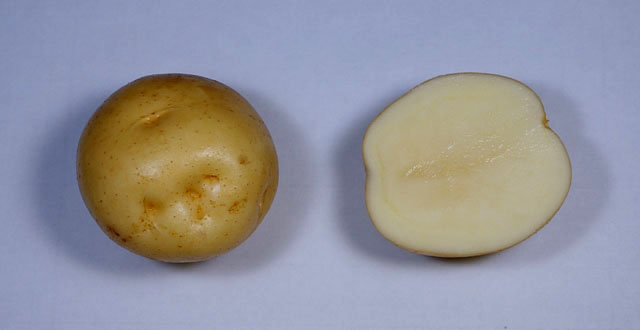
Frutta e ortaggi tagliati ed esposti all'aria sono soggetti ad un'alterazione del colore (imbrunimento) causata dall'ossidazione enzimatica dei polifenoli.

Presenti in quantità limitate, ma non trascurabili negli alimenti di origine vegetale, i polifenoli sono soggetti ad un chimismo che si riflette sostanzialmente sul colore e sul sapore.
Le influenze sul colore sono dovute all'imbrunimento enzimatico, processo porta alla formazione di polimeri pigmentanti, generalmente di colore nero o bruno. Il processo si svolge in più tappe, di cui le prime, catalizzate dalle polifenolossidasi di natura endogena, consistono fondamentalmente nell'ossidazione delle funzioni fenoliche con formazione di chinoni. All'ossidazione segue la condensazione dei chinoni, non enzimatica, con formazione dei polimeri. Si tratta di un'alterazione causata per lo più da traumi che permettono il contatto delle polifenolossidasi con i polifenoli. È frequente in molti frutti e ortaggi che tendono ad imbrunire dopo le operazioni di taglio (es. banane, mele, carciofi, patate, ecc.) e rappresenta uno dei principali fenomeni da prevenire nella preparazione di conserve vegetali (surgelati, succhi di frutta, ecc.).
In alcuni casi l'imbrunimento enzimatico moderato è invece un processo desiderato nella preparazione industriale di alcuni alimenti o assimilabili ad essi, come i datteri, il sidro, il tè, il cacao e il tabacco.
Le influenze sul sapore sono più complesse e portano alla formazione di composti che stimolano la percezione dell'amaro e del piccante. Uno degli esempi più noti è rappresentato dal ruolo dei polifenoli dell'olio d'oliva, che con il retrogusto amaro e la percezione moderata del piccante, contribuisce a costituire il fruttato.
Una trasformazione che coinvolge una categoria di polifenoli, i tannini, è l'interazione dei loro prodotti di ossidazione con le proteine, con formazione di complessi di condensazione responsabili di intorbidamenti in alcune bevande (es. birra, liquore di mirto).

### Acqua

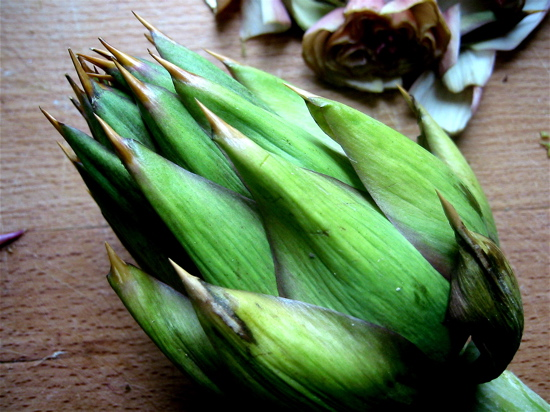
Carciofo deteriorato dall'appassimento. La perdita del turgore è la prima alterazione che si manifesta rapidamente sugli ortaggi fogliosi non adeguatamente protetti.

Pur non essendo interessata direttamente da trasformazioni chimiche, l'acqua è coinvolta spesso negli effetti fisici o fisico-chimici indotti dalle manipolazioni. Le trasformazioni più importanti si possono ricondurre ai seguenti aspetti:
- Variazione dell'attività dell'acqua nel prodotto;
- Variazione delle interazioni di superficie fra acqua e altri componenti.

L'attività chimica dell'acqua (aw) è un indice della sua "disponibilità" per i processi biologici, biochimici e chimici. Il suo valore varia da 0 (valore teorico in un qualsiasi sistema contenente acqua) a 1 (acqua pura); quanto più è alto tanto più l'alimento è suscettibile alle alterazioni che richiedono un certo tenore idrico.
La riduzione dell'attività chimica dell'acqua si ottiene con diversi trattamenti di conservazione e fondamentalmente comportano una riduzione del tenore idrico totale o del tenore in acqua libera. In generale si tratta di un fenomeno desiderato, ai fini conservativi, in quanto ha un effetto batteriostatico. È invece una trasformazione negativa quando l'effetto principale è la perdita del turgore cellulare, come si verifica in generale per la frutta e gli ortaggi destinati al consumo fresco.

Per la maionese è fondamentale la riuscita e la stabilità dell'emulsione fra acqua e grassi.

Le interazioni di superficie fra l'acqua e gli altri componenti dell'alimento hanno implicazioni differenti da prodotto a prodotto e, in molti casi, sono di grande importanza ai fini della trasformazione. L'acqua si trova negli alimenti sotto differenti forme, di cui quelle più importanti ai fini della conservazione sono l'acqua libera e quella debolmente legata, in equilibrio fra loro. Le dinamiche, in senso positivo o negativo, interessano solo queste forme, dato che le altre riguardano una frazione non disponibile.
La dinamica dell'acqua libera è importante in molti processi di lavorazione o di maturazione degli alimenti: nella frollatura (carni fresche), nello spurgo della cagliata (formaggio), nella zangolatura (burro), nella gramolatura (olio d'oliva), ecc. Per alcuni processi l'obiettivo è l'allontanamento di una parte dell'acqua libera mediante sistemi meccanici indotti o spontanei, per altri è la rottura dell'emulsione fra l'acqua legata e le micelle, per altri ancora è invece la stabilizzazione delle emulsioni o dell'acqua di ritenzione (es. maionese, carne, passata di pomodoro). In generale, l'acqua residua ha un ruolo importante nell'influenzare le caratteristiche organolettiche di consistenza del prodotto finale (es. carne, formaggio).

## Trasformazione fisica

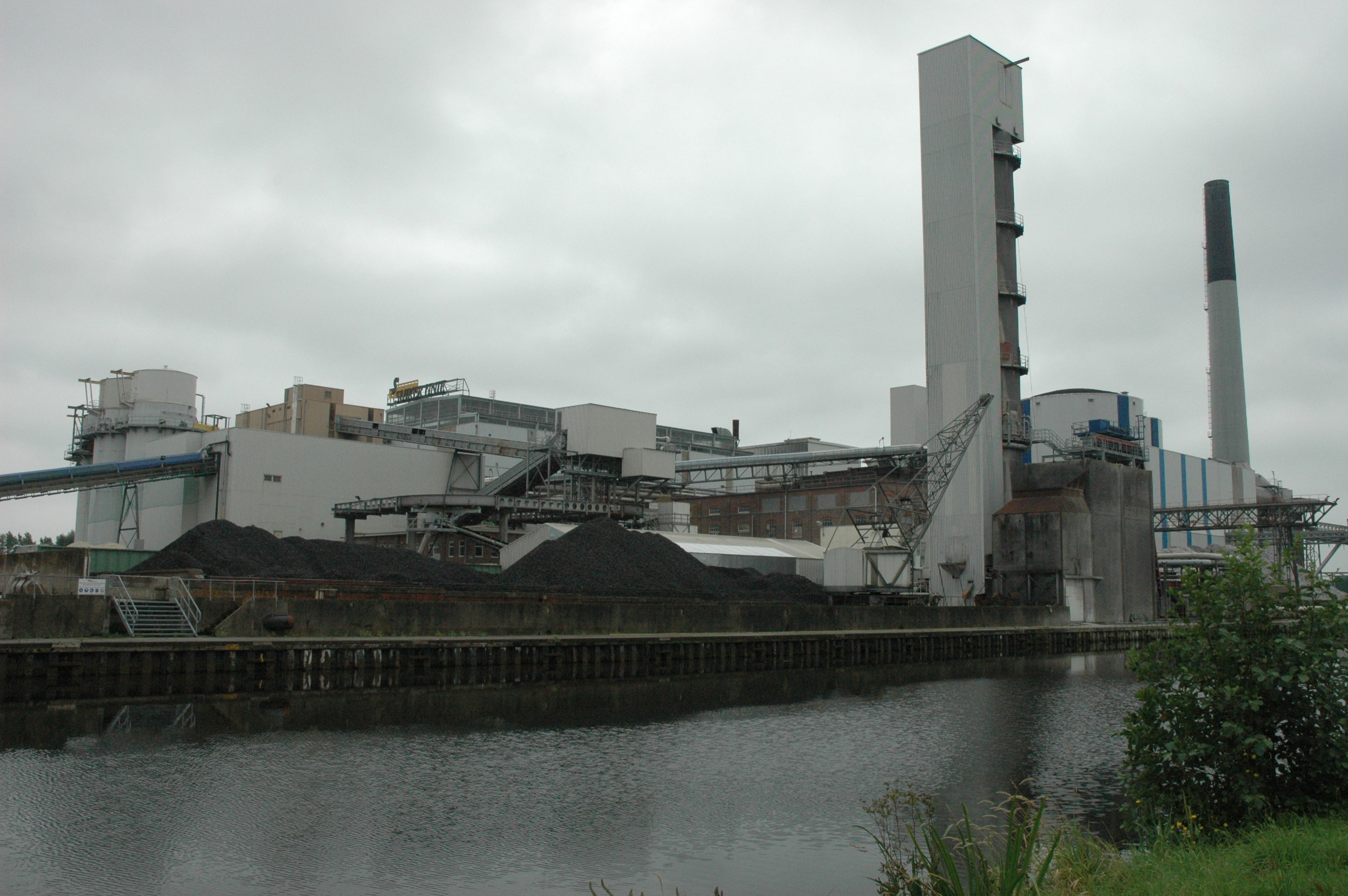
Veduta esterna di uno zuccherificio.

La trasformazione fisica, intesa come modificazione artificiale della commestibilità del prodotto agricolo, ha origini antiche e si è evoluta parallelamente all'agricoltura, rendendo le due attività complementari.
Le finalità di questi processi sono svariate: in alcuni casi è indispensabile affinché il prodotto agricolo acquisisca caratteristiche di commestibilità (ad esempio, i prodotti di alcune colture oleaginose e da zucchero), in altri casi è utile affinché siano migliorate le sue prerogative come alimento (ad esempio, i cereali), in altri mira ad ottenere alimenti alternativi al prodotto agricolo tal quale (ad esempio la vinificazione dell'uva, la caseificazione del latte).
Con il progresso tecnologico, l'evoluzione dei gusti e degli stili di vita ha portato alla ribalta anche processi di trasformazione non indispensabili, ma che sostituiscono le manipolazioni tradizionalmente eseguite dal consumatore finale. Un esempio è la panificazione: in passato il prodotto agricolo trasformato era rappresentato dalla farina, usata dalle famiglie per la preparazione del pane. Oggi questo utilizzo è praticamente scomparso nella società moderna e la preparazione del pane è demandata quasi esclusivamente ai panifici artigianali o industriali. Mutamenti analoghi, anche se meno drastici, si stanno verificando anche per altri alimenti, con la diffusione sempre più crescente dei cosiddetti semilavorati e dei cibi precotti.

### Trattamenti meccanici
Sono trattamenti meccanici quelle manipolazioni che non intervengono direttamente sui componenti chimico-nutritivi, bensì sulle proprietà meccaniche dei prodotti, quali l'aspetto, la consistenza, la forma, ecc. Meccanici sono anche diversi metodi di frazionamento, che portano alla separazione del prodotto in due o più macrocomponenti. In alcuni casi le caratteristiche intrinseche del prodotto trasformato sono determinate dal trattamento stesso (ad esempio, la molitura dei cereali). In altri, le proprietà acquisite permettono le lavorazioni successive (ad esempio, la macinazione dei semi oleaginosi). In questi ultimi casi la finalità del trattamento è la possibilità di eseguire una lavorazione successiva oppure aumentare la resa alla trasformazione.
Il singolo trattamento meccanico o un insieme di trattamenti meccanici, possono avere la duplice connotazione di lavorazione principale o complementare. Ad esempio, nella produzione delle farine di cereali, le manipolazioni meccaniche costituiscono la lavorazione principale, mentre in molti alti processi di trasformazione sono lavorazioni complementari di preparazione che hanno la finalità di migliorare la movimentazione, lo stoccaggio, l'estrazione di specifici componenti. I trattamenti meccanici cambiano secondo le caratteristiche intrinseche del prodotto grezzo e quelle del prodotto trasformato. Sono manipolazioni meccaniche:

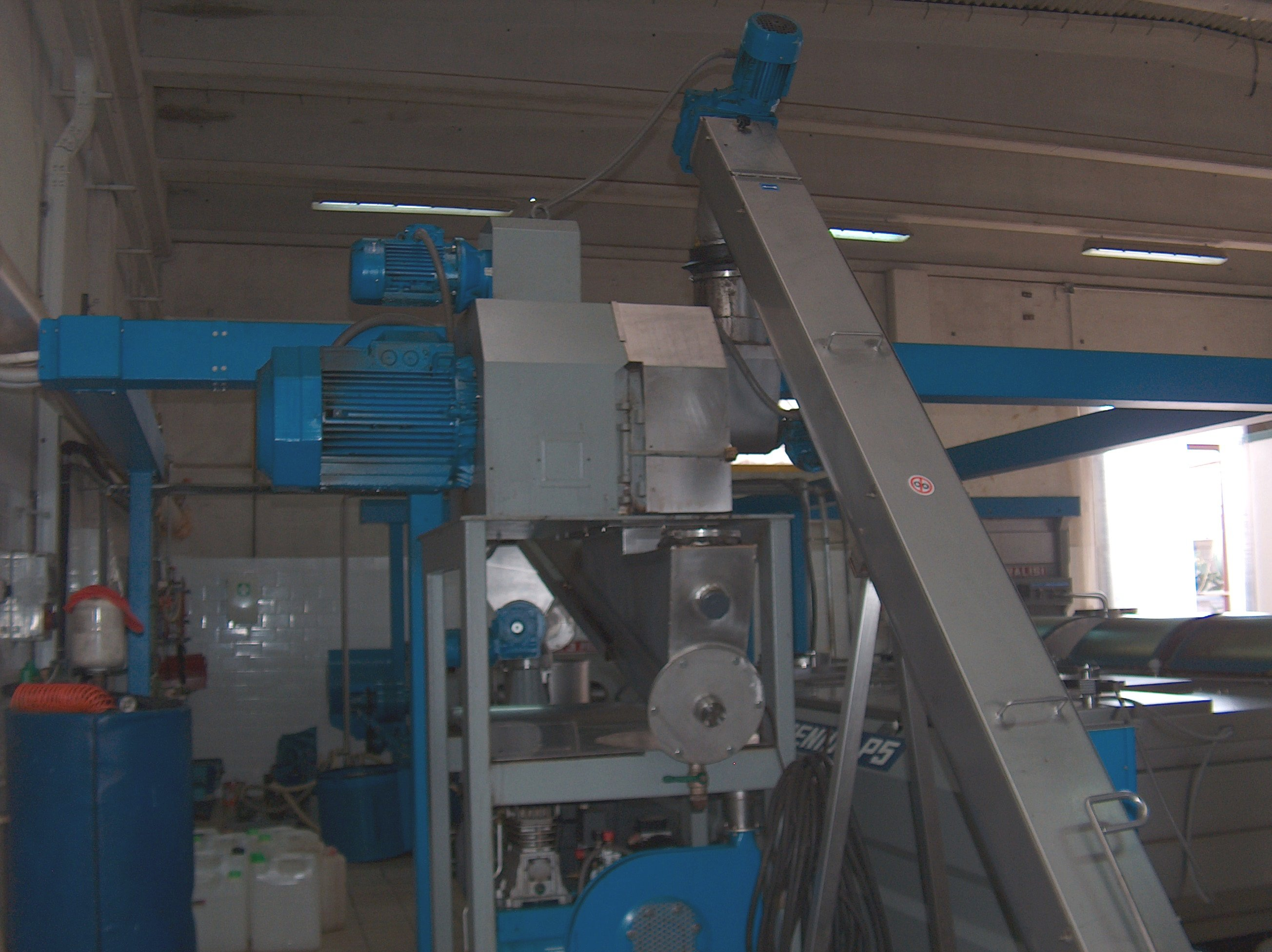
Frangitore, impiegato negli oleifici per la frangitura delle olive.

- Cernita: seleziona i prodotti in classi granulometriche differenti, li separa dalle impurità e dai tipi non rispondenti ai requisiti merceologici. Alla cernita si assimilano anche le operazioni di lavaggio, in quanto separano le impurità dal prodotto.
- Decorticazione, denocciolatura, detorsolatura, sfogliatura: separano il prodotto da tegumenti esterni, semi, tessuti interni quando questi possono ostacolare le lavorazioni successive o alterarne il risultato. A queste manipolazioni si assimila anche la scarificatura, che consiste nell'abrasione meccanica dei tegumenti.
- Frammentazione: riduce il prodotto in frammenti di dimensioni minori. Le finalità sono intrinseche alla tipologia di prodotto trasformato, in altri sono complementari alle lavorazioni successive. La tipologia della frammentazione varia dalla triturazione alla frantumazione, al taglio in fette, cubetti, liste, ecc.
- Macinazione o molitura: modifica la struttura e lo stato fisico del prodotto grezzo, trasformandolo in farina o in una pasta semifluida. Anche questa lavorazione può avere finalità differenti da caso a caso. Alla terminologia generica si sostituiscono talvolta termini specifici di determinati processi (es. frangitura per le olive, pigiatura per l'uva, ecc.).

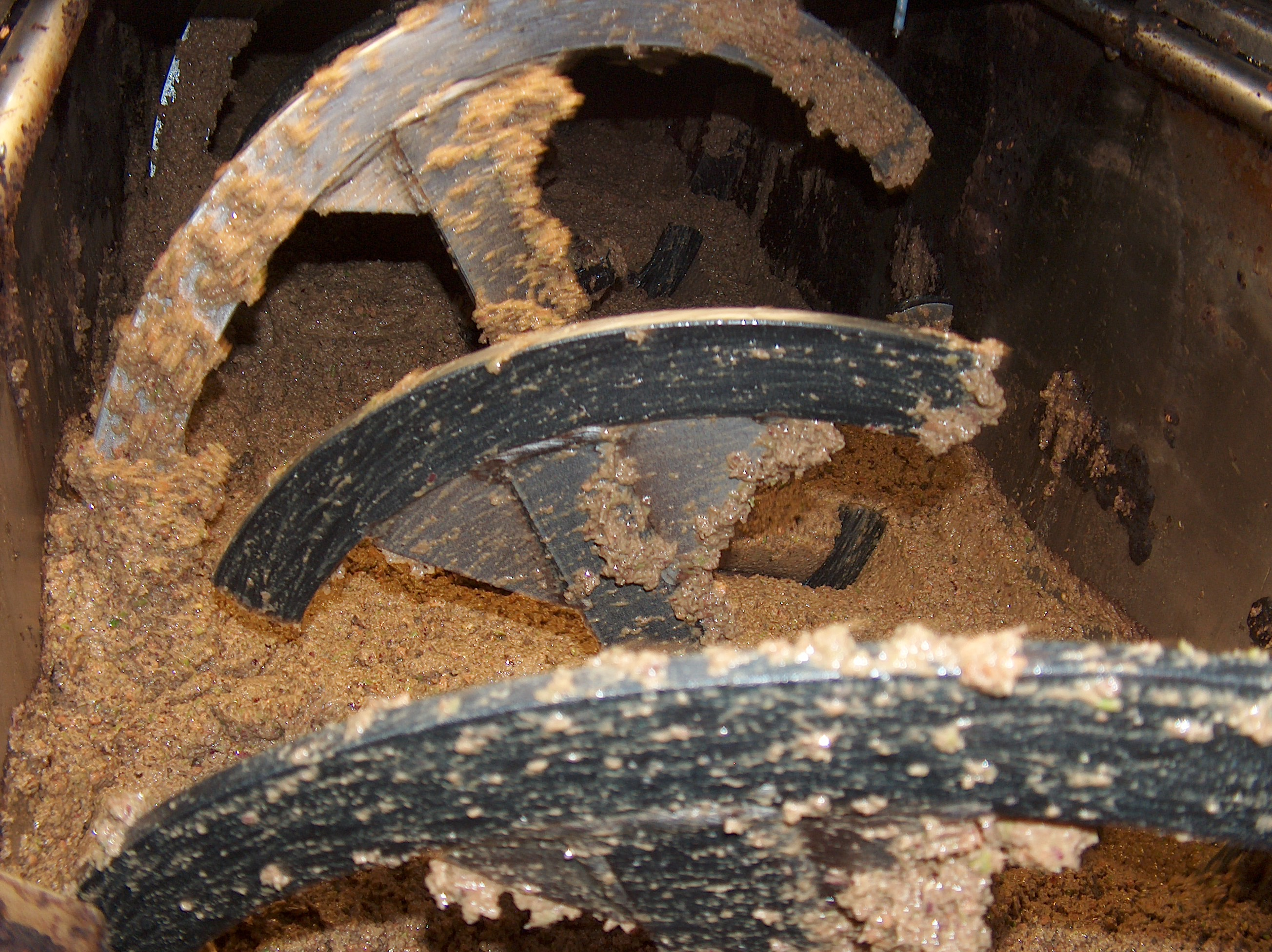
Gramolatura della pasta d'olio finalizzata a "rompere" l'emulsione acqua-olio. Secondo le norme vigenti, gli oli vergini di oliva devono essere prodotti solo con processi meccanici.

- Ventilazione. Ha lo scopo di separare i componenti solidi di prodotti frammentati o macinati in funzione della granulometria e del peso. Le finalità possono essere specifiche in qualche caso, ma in generale la ventilazione è un processo meccanico complementare ai trattamenti di raffinazione, quando fra le proprietà merceologiche del prodotto trasformato rientra anche il grado di finezza (es. farine).
- Spremitura, torchiatura. Hanno lo scopo di separare i componenti solidi da quelli liquidi con l'impiego di sistemi basati sulla pressione e sul drenaggio.
- Filtrazione, setacciatura, sgrondatura: sono lavorazioni concettualmente differenti ma che fondamentalmente si identificano in metodi di frazionamento che sfruttano la forza inerziale o la forza di gravità per separare componenti solidi da quelli liquidi oppure solidi di differente granulometria. Secondo i casi la separazione si esegue per caduta o trasporto idraulico o pneumatico in pressione, con l'impiego di dispositivi filtranti, vagli, crivelli.
- Centrifugazione: è un altro metodo di frazionamento che sfrutta la differente reazione inerziale dei componenti alla forza centrifuga impressa da una rotazione.
- Omogeneizzazione: utilizzata su latte e derivati, ma anche su altri prodotti come alimenti per la prima infanzia definiti appunto omogeneizzati, produce una forte riduzione delle particelle nelle emulsioni o nelle sospensioni con l'obiettivo di grande omogeneità e stabilità.

Ai trattamenti meccanici si può assimilare anche il complesso di operazioni che si posiziona all'inizio della filiera di trasformazione della carne e del pesce in strutture specifiche che, nella generalità dei casi, sono fisicamente separate dalle aziende di produzione. Tali operazioni contemplano la macellazione, il dissanguamento, la scuoiatura, la spennatura, l'eviscerazione, il taglio, ecc. Nei sistemi socioeconomici avanzati questi processi sono rigidamente regolamentati e sottoposti al controllo veterinario, per ragioni igienico-sanitarie ed etiche.

### Trattamenti fisici

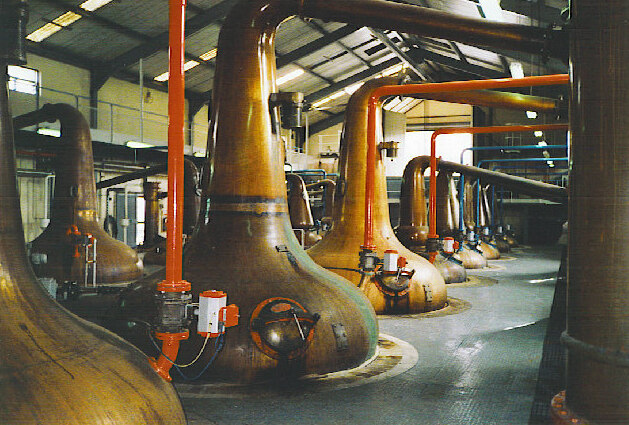
Alambicchi per la distillazione industriale, impiegati per la produzione del whisky.

Trattamenti fisici sono quelli che intervengono sullo stato fisico o strutturale dell'alimento (liquido, solido, colloidale), generalmente finalizzati a ridurre il tenore in acqua. Si tratta in genere di metodi di frazionamento che si prefiggono differenti scopi, congiunti o meno:
- Scopi conservativi: la concentrazione aumenta la resistenza intrinseca all'alterazione biologica riducendo l'attività dell'acqua  e, quindi, creando condizioni sfavorevoli allo sviluppo dei microrganismi o all'attività degli enzimi.
- Scopi organizzativi ed economici: la concentrazione o l'essiccazione riducono notevolmente i costi di trasporto e stoccaggio e migliorano le condizioni per la gestione delle scorte, in particolare quando il prodotto trasformato è usato come ingrediente per la preparazione industriale di determinati alimenti, con il latte in polvere e le uova in polvere nell'industria dolciaria.
- Scopi merceologici: la concentrazione può essere una caratteristica intrinseca voluta per il prodotto finale, come ad esempio nei nettari di frutta, dei concentrati di pomodoro, del latte concentrato.

A prescindere dagli scopi, i trattamenti fisici si basano fondamentalmente sull'allontanamento di un certo quantitativo d'acqua, ottenuto con l'impiego o meno del calore. I metodi applicati sono essenzialmente l'evaporazione a caldo, l'essiccazione, la liofilizzazione, la crioconcentrazione, l'osmosi inversa, la distillazione.

### Trattamenti chimici

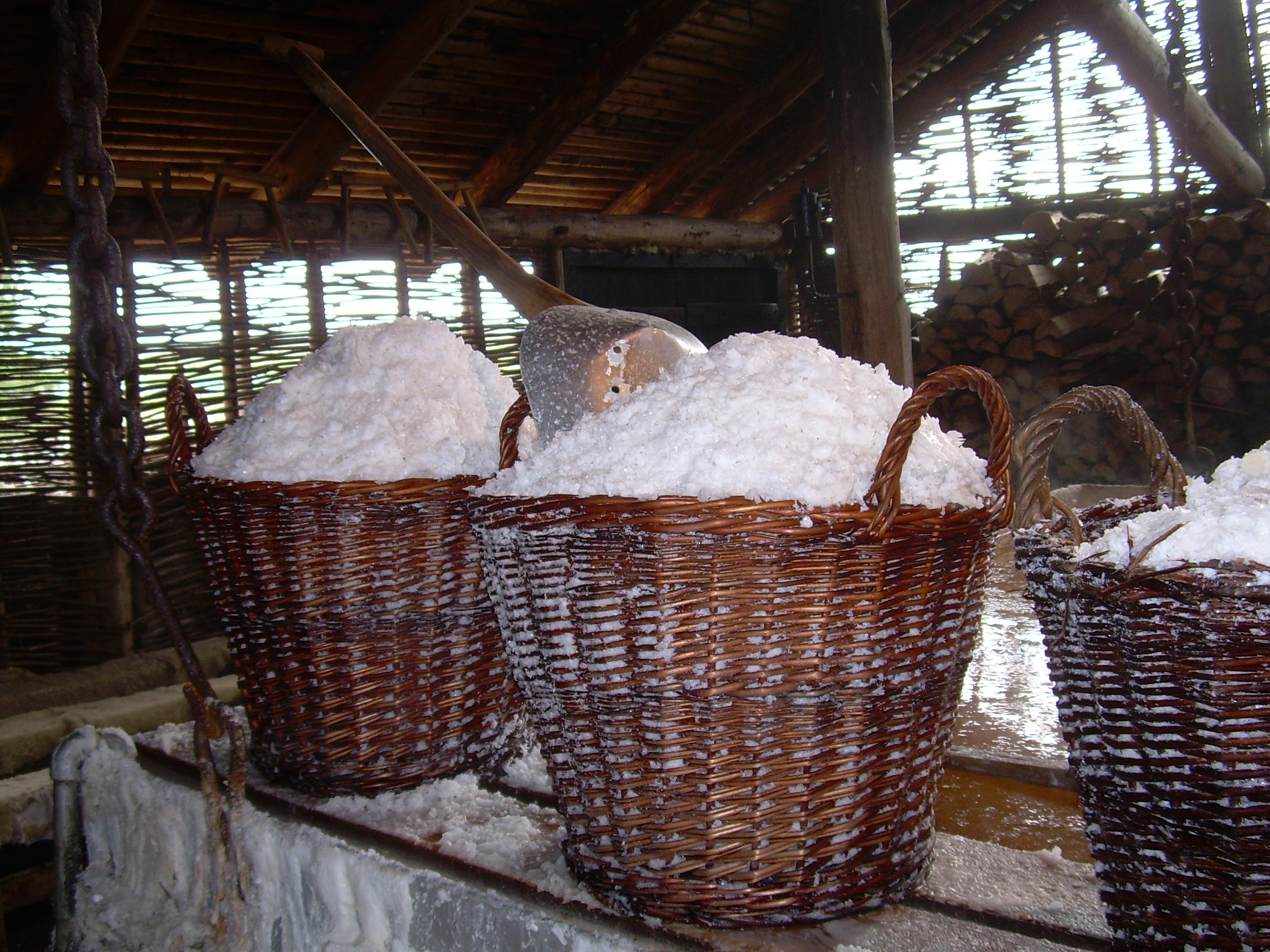
Il sale è il più antico additivo chimico usato dall'uomo.

Trattamenti chimici sono quelli che intervengono sulla composizione chimica con l'aggiunta di specifiche sostanze che ne modificano la composizione, le proprietà nutritive, le caratteristiche organolettiche (sapore, colore, aroma, consistenza). Diversi trattamenti chimici hanno anche finalità principale o secondaria di conservazione, in tal caso sono detti genericamente conservanti e rientrano nelle categorie degli antimicrobici o degli antiossidanti. Effetto conservante secondario è attribuito anche ad alcuni additivi che intervengono principalmente sulle caratteristiche fisico-strutturali dell'alimento (ad esempio gli stabilizzanti e gli emulsionanti).
Le sostanze aggiunte ai prodotti agroalimentari sono denominate additivi. La norma fondamentale relativa agli additivi alimentari fa capo alla Direttiva CEE n. 107 del 1989. L'articolo 1, al comma 2, definisce come additivo alimentare qualsiasi sostanza normalmente non consumata come alimento, in quanto tale, e non utilizzata come ingrediente tipico degli alimenti, indipendentemente dal fatto di avere un valore nutritivo, che aggiunta intenzionalmente ai prodotti alimentari per un fine tecnologico, nelle fasi di produzione, trasformazione, preparazione, trattamento, imballaggio, trasporto o immagazzinamento degli alimenti, si possa ragionevolmente presumere diventi, essa stessa o i suoi derivati, un componente di tali alimenti, direttamente o indirettamente.

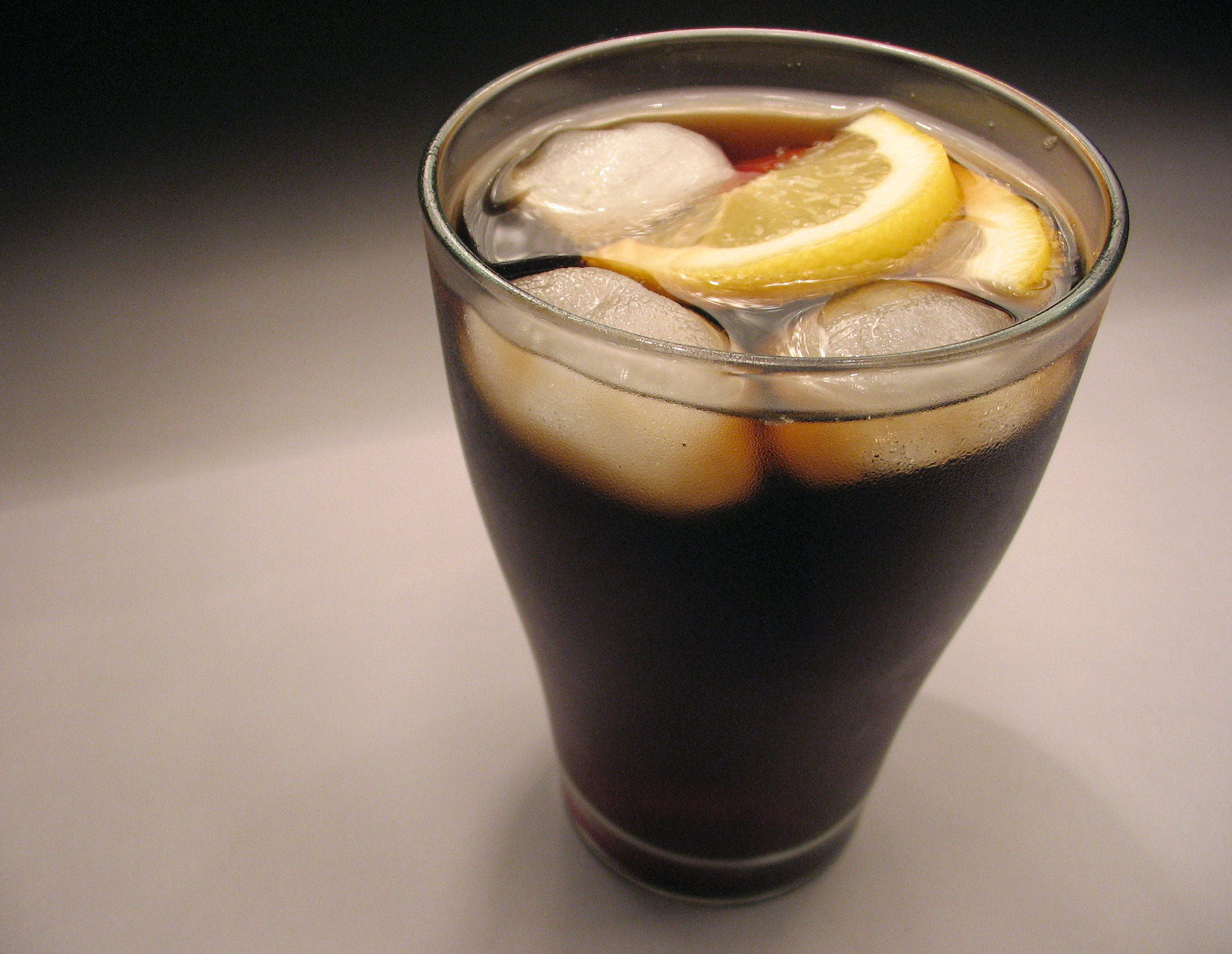
Le bevande del tipo cola sono colorate con il caramello (E150).

Gli additivi alimentari sono identificati da un codice alfanumerico che inizia con la lettera E seguita da un numero. La normativa individua specifiche categorie "artificiali" di additivi in quanto raggruppa sostanze con azioni differenti in categorie eterogenee (es. acidificanti e antiossidanti) oppure definisce una sostanza in una singola categoria a prescindere dalle sue eventuali molteplici azioni. Sotto l'aspetto tecnico, la maggior parte degli additivi rientra nelle seguenti categorie:
- Coloranti. Agiscono sul colore dell'alimento e influiscono perciò su una proprietà organolettica.
- Conservanti. Sono usati per migliorare la conservazione degli alimenti in quanto svolgono un'azione generale antimicrobica (microbicida o microbostatica).
- Antiossidanti. Agiscono impedendo l'avvio dei principali processi di ossidazione chimica o biochimica, come l'irrancidimento e l'imbrunimento enzimatico.
- Addensanti, stabilizzanti, gelificanti, emulsionanti. Agiscono sulle caratteristiche strutturali intrinseche e, in parte, sulle proprietà organolettiche (consistenza).
- Antiagglomeranti. Stabilizzano gli alimenti in polvere o in altri formulati (es. compresse, pasticche, ecc.) impedendone l'aggregazione o la formazione di grumi.

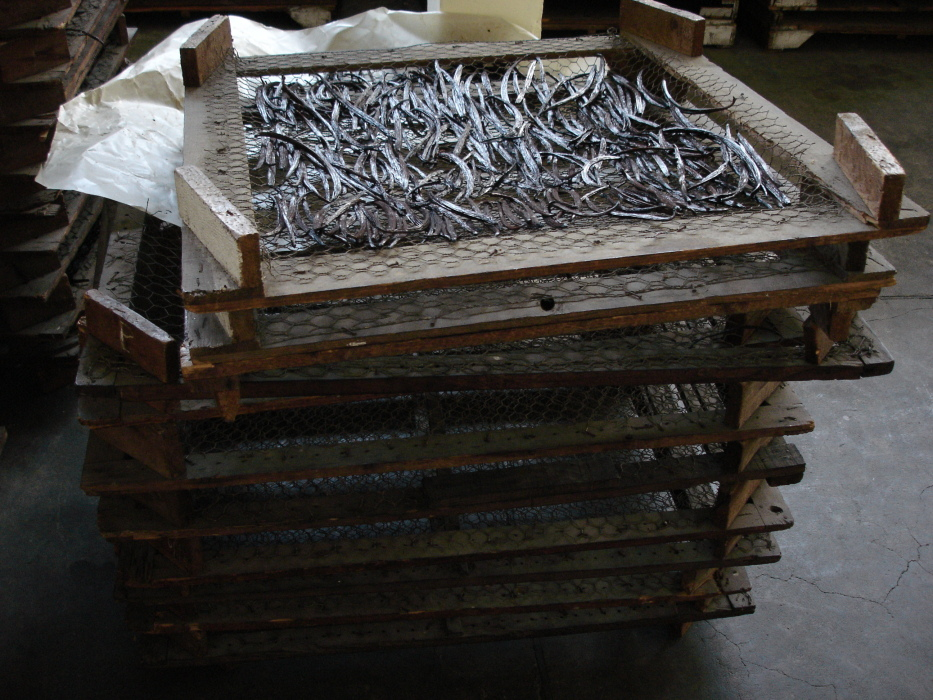
Capsule di vaniglia in essiccazione. L'aroma di vaniglia si deve alla vanillina, una sostanza fenolica contenente una funzione aldeidica. La maggior parte della vanillina impiegata dall'industria dolciaria è però ottenuta per via sintetica da derivati del petrolio o dagli scarti delle cartiere.

- Regolatori di acidità. Agiscono come acidificanti in quanto abbassano il pH, influenzando la percezione dell'acido (agro). Secondariamente possono agire come conservanti, antiossidanti, ecc.
- Aromatizzanti. Modificano o esaltano l'aroma dell'alimento. L'origine di un aroma, conferito artificialmente ad un alimento può essere varia: per aggiunta diretta di sostanze ottenute per via sintetica (aromi artificiali), di aromi naturali ottenuti per estrazione, di aromi naturali ottenuti per via sintetica, oppure per esposizione dell'alimento ad un processo che mediante trattamenti specifici genera l'aroma. Sotto l'aspetto legislativo, gli aromatizzanti non sono classificati fra gli additivi alimentari e la normativa vigente fa riferimento alla Direttiva CEE n. 388 del 1988[17]. Fra gli aromatizzanti rientra anche l'aromatizzante di affumicatura, ossia il complesso di sostanze acquisite dall'esposizione dell'alimento al fumo (affumicatura). Non sono considerati aromi, invece, le sostanze che agiscono esclusivamente sulla percezione del dolce, del salato, dell'acido.
- Dolcificanti. Esaltano la percezione del gusto del dolce.

Fra gli additivi alimentari vanno inseriti a rigore anche alcune sostanze chimiche di origine naturale utilizzate come conservanti e che agiscono secondariamente sulle proprietà organolettiche. Queste sostanze sono il cloruro di sodio, il saccarosio, l'olio, l'aceto e l'etanolo. Non sono classificate dalla normativa come additivi chimici, ma il loro impiego è soggetto a normative specifiche che variano da prodotto a prodotto (es. l'uso del cloruro di sodio nella produzione del pomodoro pelato, dello zucchero nella vinificazione, ecc.) e che in genere sono finalizzate a prevenire le adulterazioni.
Assimilabile ai trattamenti chimici è anche la torrefazione: pur essendo un trattamento fisico, la torrefazione modifica drasticamente la composizione chimico-nutritiva e le proprietà organolettiche del prodotto finale. La torrefazione è adottata ad esempio nella produzione della birra (torrefazione del malto), del caffè, del cacao, della frutta secca.

### Trattamenti biotecnologici

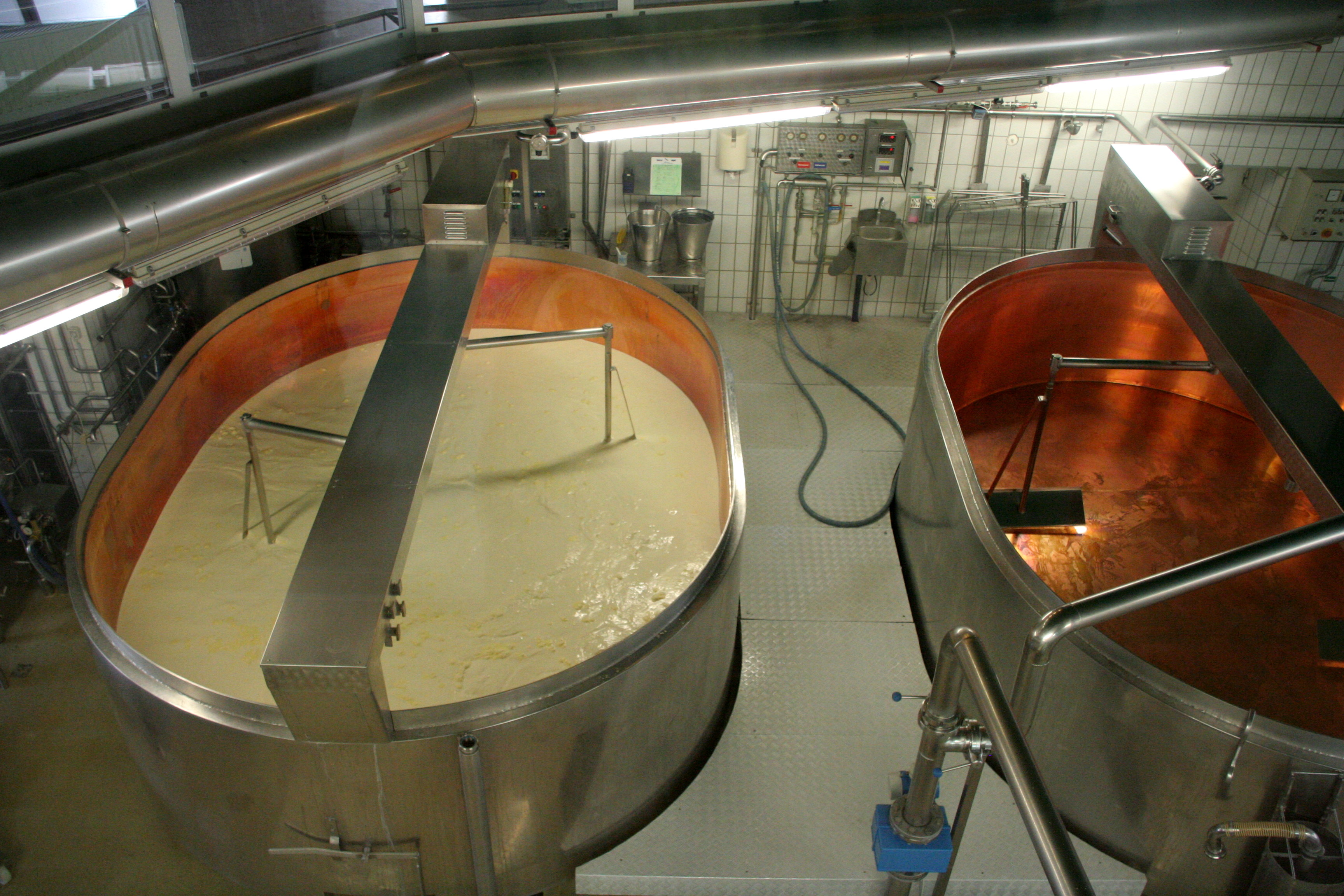
La coagulazione e la rottura della cagliata rappresentano il trattamento biotecnologico fondamentale per l'intero processo della caseificazione. Gli eventi e le condizioni che si verificano in questa fase indirizzano le successive fasi di spurgo, maturazione e stagionatura e sono alla base della differenziazione fra i vari tipi di formaggio.

Sono trattamenti biotecnologici quelle manipolazioni che comportano profonde trasformazioni biochimiche per mezzo di enzimi (endogeni o, più frequentemente, esogeni), microrganismi o, più raramente, organismi non microbici. Si tratta di processi trasformativi che riguardano una vasta gamma di prodotti agricoli, alcuni consolidati da tradizioni millenarie.
Per alcuni prodotti la trasformazione biochimica e/o microbica può rappresentare il processo fondamentale, intorno al quale gravitano le lavorazioni complementari. È ad esempio il caso dei formaggi e dello yogurt, nell'industria lattiero-casearia, oppure delle bevande ottenute per fermentazione alcolica (es. il vino) o acetica (aceto). Per altri prodotti, invece, la trasformazione industriale si basa per lo più su trattamenti meccanici, fisici o chimici, nei quali possono intervenire processi biologici complementari che rientrano nel complesso dei fenomeni connessi alla maturazione o alla stagionatura, come avviene ad esempio nella produzione degli insaccati, delle olive da mensa, del burro.
Per altri prodotti, ancora, la trasformazione biologica è secondaria ed ha il fine esclusivo di preparare il prodotto per la successiva lavorazione fondamentale, come nella lievitazione nella panificazione o la fermentazione alcolica nella produzione di alcuni liquori ottenuti per distillazione (whisky, rhum, acquavite, ecc.).
Non mancano infine i processi nei quali le trasformazioni biotecnologiche sono un fenomeno del tutto secondario se non, addirittura, indesiderato o dannoso. Rientrano in questi casi la produzione del latte alimentare, dell'olio di oliva, degli oli vegetali in generale, dell'ortofrutta per il consumo diretto e della maggior parte di conserve alimentari (succhi e nettari di frutta, confetture, ecc.).
Un caso particolare di trasformazione biotecnologica è la frollatura delle carni fresche.

## Conservazione
Per conservazione si intende la trasformazione nel tempo di un alimento. Lo scopo è la prevenzione o il rallentamento dei processi di alterazione e differire la disponibilità del prodotto nel tempo (giorni, mesi, anni). Le tecniche di conservazione s'integrano con la trasformazione fisica e con il trasporto: nel primo caso hanno lo scopo di consentire lo svolgimento dei processi desiderati impedendo quelli indesiderati, oppure costituiscono al tempo stesso un trattamento di trasformazione e di conservazione; nel secondo caso hanno lo scopo di arrestare i processi di alterazione nell'intervallo di tempo necessario perché si svolgano gli spostamenti, lo stoccaggio e la commercializzazione.
Una tecnica è conservativa quando controlla o modifica uno o più parametri ambientali rendendoli sfavorevoli allo svolgimento di un processo di alterazione. L'efficacia è strettamente dipendente dal numero dei parametri controllati, dal ruolo che svolgono nel condizionare i processi di alterazione, nella suscettività dell'alimento all'alterazione. Una stessa tecnica può perciò rivelarsi efficace o meno secondo i contesti. In generale le tecniche di conservazione sono invasive e più o meno distruttive nei confronti dei componenti chimico-nutritivi e delle proprietà organolettiche, perciò possono essere più o meno adatte per ottenere un certo prodotto: ad esempio, la sterilizzazione, pur essendo uno dei metodi antimicrobici più efficaci, ha effetti distruttivi sulle caratteristiche chimiche, nutritive ed organolettiche degli alimenti freschi (frutta, verdura, carne, latte, ecc.), perciò si adotta solo per particolari tipologie di prodotto (cibi in scatola, latte a lunga conservazione) e, in suo luogo, si adottano tecniche meno efficaci ma che conservano meglio le caratteristiche originarie del prodotto fresco, come ad esempio la pastorizzazione e la refrigerazione. La combinazione di più tecniche può sfruttare effetti sinergici e migliorare notevolmente la conservazione di un alimento.

### Fattori ambientali

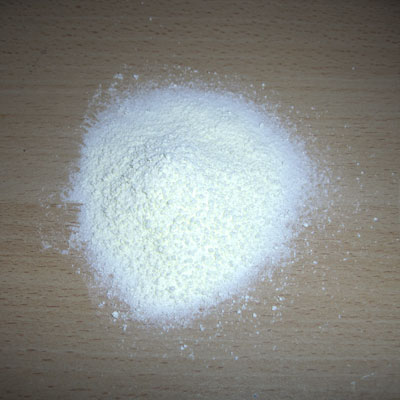
Latte in polvere. L'attività dell'acqua ha valori troppo bassi per consentire lo sviluppo microbico.

I fattori ambientali costituiscono gli elementi su cui interviene una tecnica di conservazione, che li modifica al fine di sfavorire uno o più processi di alterazione.
L'umidità del prodotto è indispensabile per lo sviluppo microbico e per lo svolgimento di molte reazioni. Il mezzo più favorevole è l'acqua libera e, entro certi limiti, l'acqua debolmente legata, perciò, più che l'umidità assoluta, ha importanza il tenore di acqua disponibile, misurato dall'attività dell'acqua (aw):
{\displaystyle a_{w}={\frac {p_{a}}{p_{0}}}}
dove  pa è la pressione di vapore dell'acqua nel sistema considerato (soluzione, alimento) e p0 la pressione di vapore dell'acqua pura alla stessa temperatura. Questo parametro assume valori compresi fra 0 e 1. Nella maggior parte degli alimenti freschi, ricchi di acqua libera, l'attività ha valori prossimi a 1, favorevoli per la maggior parte delle alterazioni biochimiche o microbiche. Ai fini della conservazione, è accettabile un valore massimo di 0,65. Questa condizione è sfavorevole allo sviluppo dei germi patogeni e della maggior parte dei microrganismi, fatta eccezione per alcuni miceti (muffe e lieviti osmofili).

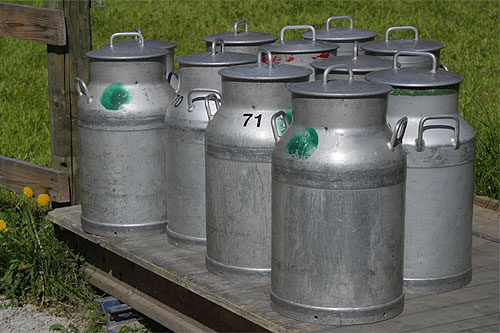
La carica microbica totale aumenta sensibilmente mantenendo il latte alla temperatura ambiente. Il conferimento nei tradizionali bidoni è ancora tollerato solo per il latte destinato alla caseificazione.

La temperatura rappresenta, con l'attività dell'acqua, il parametro più importante. Esiste una spiccata varietà di adattamenti dei microrganismi: ogni specie richiede una temperatura ottimale e un campo di tolleranza più o meno ampio, con condizioni progressivamente sfavorevoli all'allontanamento dall'optimum. Oltre certi valori, le temperature hanno azione microbicida o microbostatica. Poiché esistono specie adattate a differenti campi di variazione (microrganismi psicrofili, mesofili, termofili), la temperatura ha un'azione selettiva sulla composizione della microflora. Lo sviluppo microbico, più o meno intenso, si svolge da minimi dell'ordine di -18 °C a massimi dell'ordine di 90 °C, tuttavia l'azione della temperatura cambia secondo le condizioni di maggiore o minore sfavore determinate dagli altri fattori ambientali. Importante è anche il ruolo dei tempi di esposizione a determinate temperature. Le spore mostrano resistenze a temperature molto più alte rispetto a quelle citate, perciò le considerazioni fatte valgono per lo più per le forme vegetative.
La temperatura ha effetti anche sull'attività biochimica e sulla struttura di alcuni componenti chimico-nutritivi, in particolare gli enzimi, che possono essere sfavoriti da temperature anomale se non denaturati. In generale, comunque, la temperatura può interferire con l'integrità di alcuni composti organici (reazioni di Maillard, ossidazione dei grassi), alterare le proprietà organolettiche per evaporazione dei componenti volatili, alterare la consistenza modificando il rapporto fra acqua libera e acqua legata.

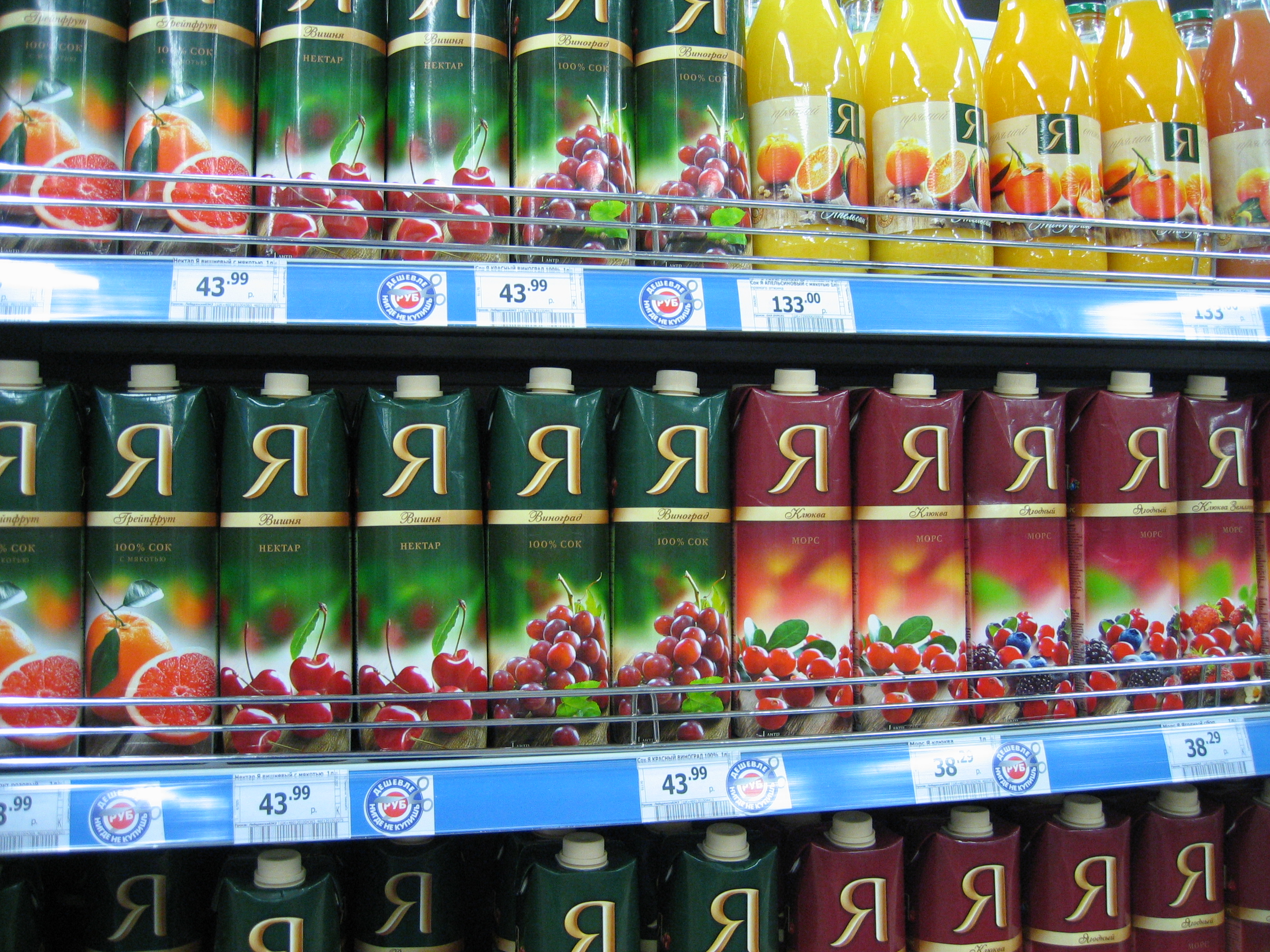
Per il loro tenore in acidi organici, i succhi di frutta hanno valori di pH inferiori a 4,5 e incompatibili con lo sviluppo dei batteri patogeni.

Il pH condiziona l'attività enzimatica e lo sviluppo microbico. La maggior parte dei microrganismi ha un campo ottimale di acidità, che in genere è prossimo alla neutralità o si sposta verso valori più bassi. In generale i batteri sono neutrofili o leggermente acidofili, mentre lieviti e muffe hanno campi di adattamento più ampi. Sugli alimenti poco acidi hanno il sopravvento i batteri, per il loro potenziale riproduttivo più alto, mentre in ambiente acido prevalgono i lieviti e le muffe. Un valore notevole è il limite di pH 4,5, al di sotto del quale è inibito lo sviluppo di batteri patogeni. I prodotti di origine animale hanno valori di pH relativamente alti, fra 5 e 6,5. La maggior parte degli alimenti di origine vegetale ha valori di pH bassi, inferiori a 4-5. Ciò implica un diverso approccio sotto il punto di vista igienico-sanitario; i prodotti animali maggiormente suscettibili alle contaminazioni da parte dei patogeni, richiedono tecniche più energiche da quelle adottate per la maggior parte dei prodotti vegetali.
Il potenziale di ossidoriduzione (Eh) esprime la capacità di un sistema di cedere elettroni ossidandosi. Il valore negativo esprime la tendenza di un sistema alla riduzione, il valore positivo la tendenza all'ossidazione. Gli alimenti di origine vegetale hanno, in generale, valori positivi del potenziale di ossidoriduzione, perciò sono facilmente soggetti a fenomeni di ossidazione chimica o enzimatica e allo sviluppo di microrganismi aerobi. Al contrario, le carni e altri prodotti di origine animale hanno in generale potenziali di ossidoriduzione bassi, favorevoli allo sviluppo di microrganismi anaerobi; fra questi sono compresi diversi agenti patogeni, fra i quali i Clostridium.

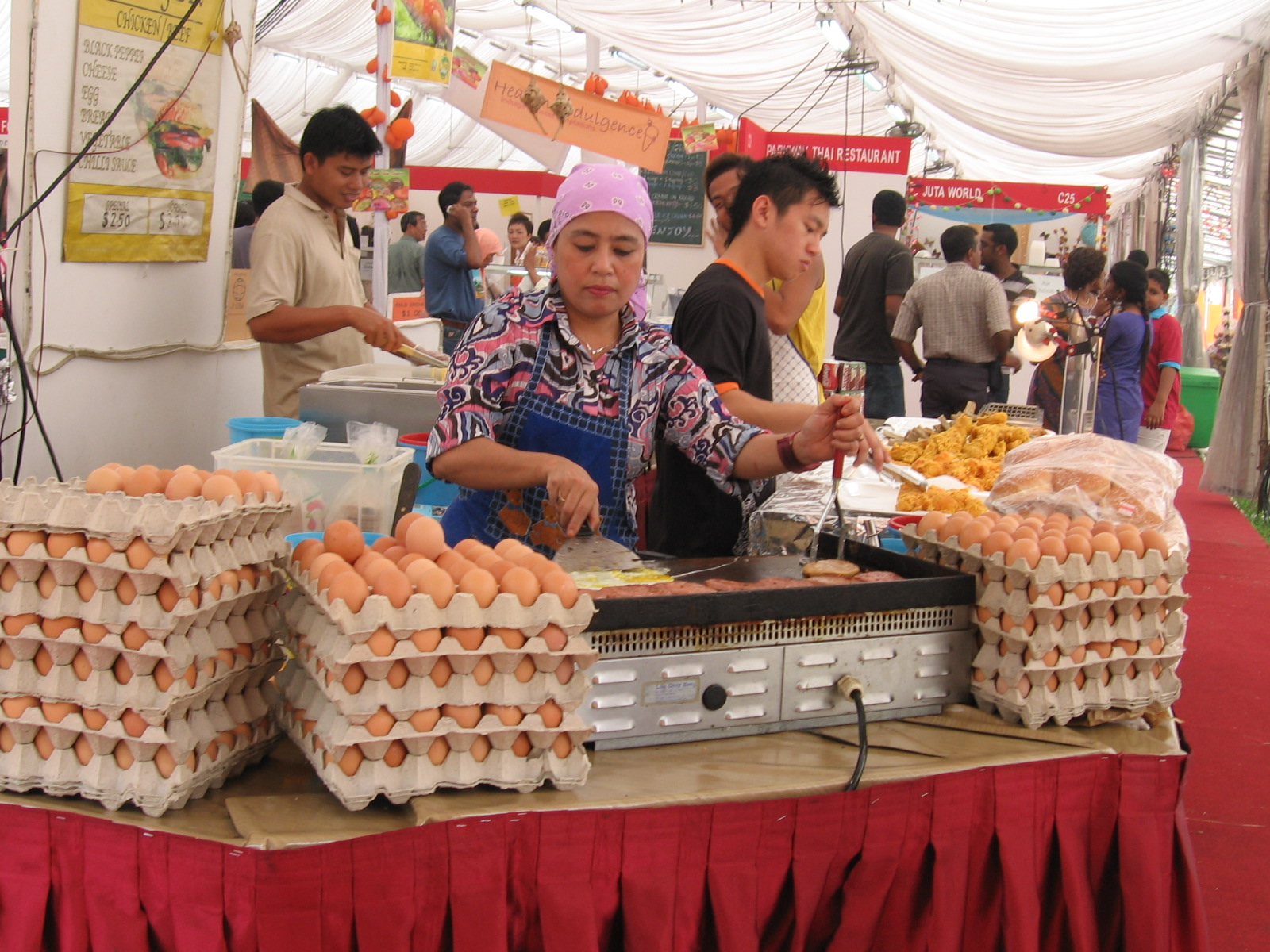
Grazie alla loro naturale protezione, le uova si conservano a lungo anche a temperature ambiente non eccessivamente alte, purché il guscio sia integro e pulito.

Fra gli altri fattori ambientali che hanno riflessi, favorendo o sfavorendo lo sviluppo microbico o alcuni processi di alterazione chimica o biochimica, vanno segnalati:
- la composizione chimica dell'alimento, in relazione al tenore in vitamine, minerali, nutrienti plastici o energetici, acqua, e all'eventuale presenza di sostanze antibiotiche o probiotiche (es. il lisozima dell'albume d'uovo);
- la composizione chimica dell'aria, in relazione al tenore in ossigeno e vapore d'acqua; la luce, responsabile di processi di alterazione fotochimica;
- i materiali usati come contenitori, in relazione alla loro attività o inerzia chimica (es. azione catalitica dei metalli).

Nel complesso, ogni alimento costituisce un substrato nel quale sono più o meno favoriti processi di alterazione chimica, biochimica e microbica: a titolo d'esempio, il latte e le carni fresche costituiscono dei substrati ideali per lo sviluppo di molti batteri, fra cui anche i più pericolosi patogeni per l'uomo; le uova, potenzialmente assimilabili al latte, hanno invece un sistema di difesa intrinseco che ne permette la conservazione a lungo se integre, pulite e mantenute a temperature moderatamente basse; frutta e ortaggi acquosi sono per lo più soggetti alterazioni endogene o fungine per cui si conservano tal quali per tempi moderatamente brevi con tecniche di conservazione blande; frutta secca, semi e granaglie, per il loro basso contenuto d'acqua, hanno condizioni intrinseche sfavorevoli allo sviluppo microbico e si conservano per tempi relativamente lunghi agendo per lo più moderatamente sulle condizioni di temperatura e illuminazione che possono attivare processi di alterazione chimica o biochimica.

### Conservazione per disidratazione

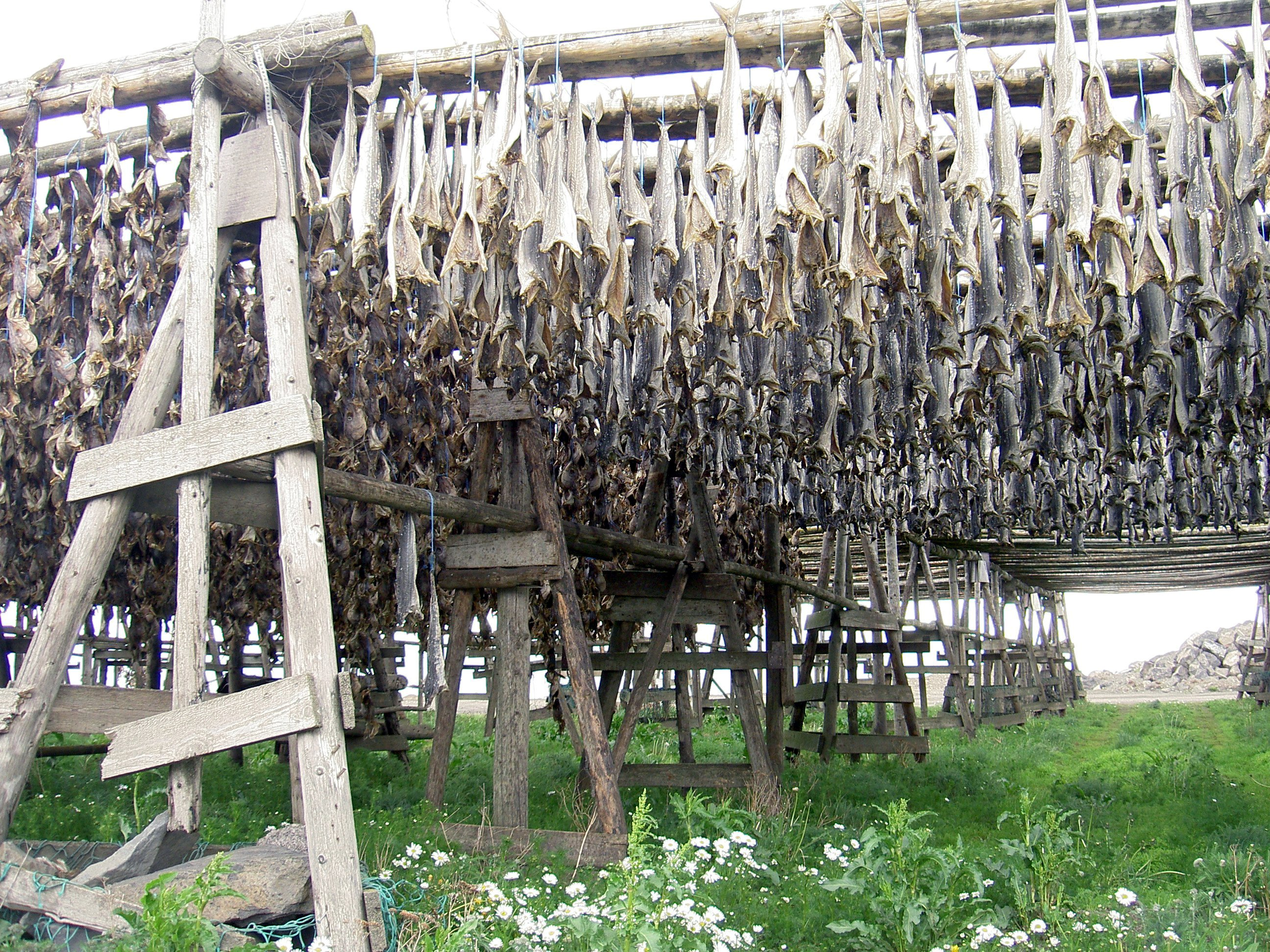
Preparazione dello stoccafisso in Islanda. L'essiccazione è il metodo più antico adottato per la conservazione della carne e del pesce.

La disidratazione parziale o totale riduce l'attività dell'acqua fino a valori sfavorevoli alla crescita microbica. Rientrano in questa tipologia l'essiccazione, la liofilizzazione e diversi metodi di concentrazione (concentrazione per evaporazione, crioconcentrazione, osmosi inversa). L'essiccazione è una delle tecniche di conservazione più antiche, in quanto sfruttava fenomeni naturali. Oggi si adottano impianti più razionali che permettono un maggior controllo delle variabili ambientali e una forte riduzione dei tempi.
Questi metodi possono essere più o meno invasivi sulle proprietà degli alimenti ed avere effetto reversibile o meno. Ad esempio, l'essiccazione peggiora drasticamente e irreversibilmente la consistenza e la serbevolezza della carne, mentre la concentrazione per evaporazione provoca una perdita del gusto e dell'aroma. Più morbido è invece l'impatto sulle proprietà nutrizionali indotto dalla liofilizzazione, dalla crioconcentrazione e dall'osmosi inversa, tecniche concepite più di recente. L'essiccazione è ancora largamente impiegata nei processi di trasformazione intermedi per scopi estranei alla conservazione (es. riduzione dei costi di stoccaggio e trasporto), come ad esempio il latte in polvere e le uova in polvere.

### Conservazione per trattamento termico
Il trattamento termico ha un'azione microbicida, abbattendo la carica microbica totale o quella patogena, e di inattivazione degli enzimi. Queste azioni si delineano in contesti differenti: l'abbattimento della carica microbica totale è l'obiettivo primario per i prodotti a lunga conservazione, ma ha effetti distruttivi sulle proprietà nutrizionali del prodotto; l'abbattimento della carica microbica patogena è l'obiettivo di tecniche più blande, tese a preservare, nei limiti del possibile, l'integrità del prodotto; l'inattivazione enzimatica è richiesta invece in alcuni processi complementari (es. scottatura degli ortaggi).
Ogni trattamento termico ha un duplice effetto: agisce riducendo la carica microbica, in generale con effetto microbicida e alterando le proprietà chimico-nutritive, soprattutto a causa della denaturazione delle proteine e della reazione di Maillard. Di particolare importanza è il rapporto fra temperatura del trattamento e durata: in linea generale, l'effetto di una determinata temperatura è subordinato alla durata di esposizione, perciò, a parità di condizioni, un trattamento termico blando richiede tempi di esposizione più lunghi per ottenere lo stesso risultato. La risposta dei microrganismi e delle proteine a questo fenomeno è differente: i microrganismi risentono maggiormente del livello termico, mentre le proteine risentono maggiormente della durata di esposizione. Questo fa sì che i trattamenti termici, a temperature più alte, ma con tempi di esposizione più brevi, abbiano un effetto meno distruttivo sulle proprietà nutrizionali, di quelli blandi e prolungati. I trattamenti termici tradizionali, usati a scopo conservativo, sono la sterilizzazione, l'appertizzazione e la pastorizzazione. Alcune di queste hanno subito un'evoluzione con il progresso tecnologico e in generale sostituite da tecniche più efficaci e meno distruttive, soprattutto per la conservazione del latte, come la stassanizzazione (nota come pastorizzazione HTST, da High Temperature Short Time) e la sterilizzazione UHT (da Ultra High Temperature). Un trattamento termico preliminare è invece la scottatura, usata nella preparazione di molte conserve alimentari.

### Conservazione per mezzo del freddo

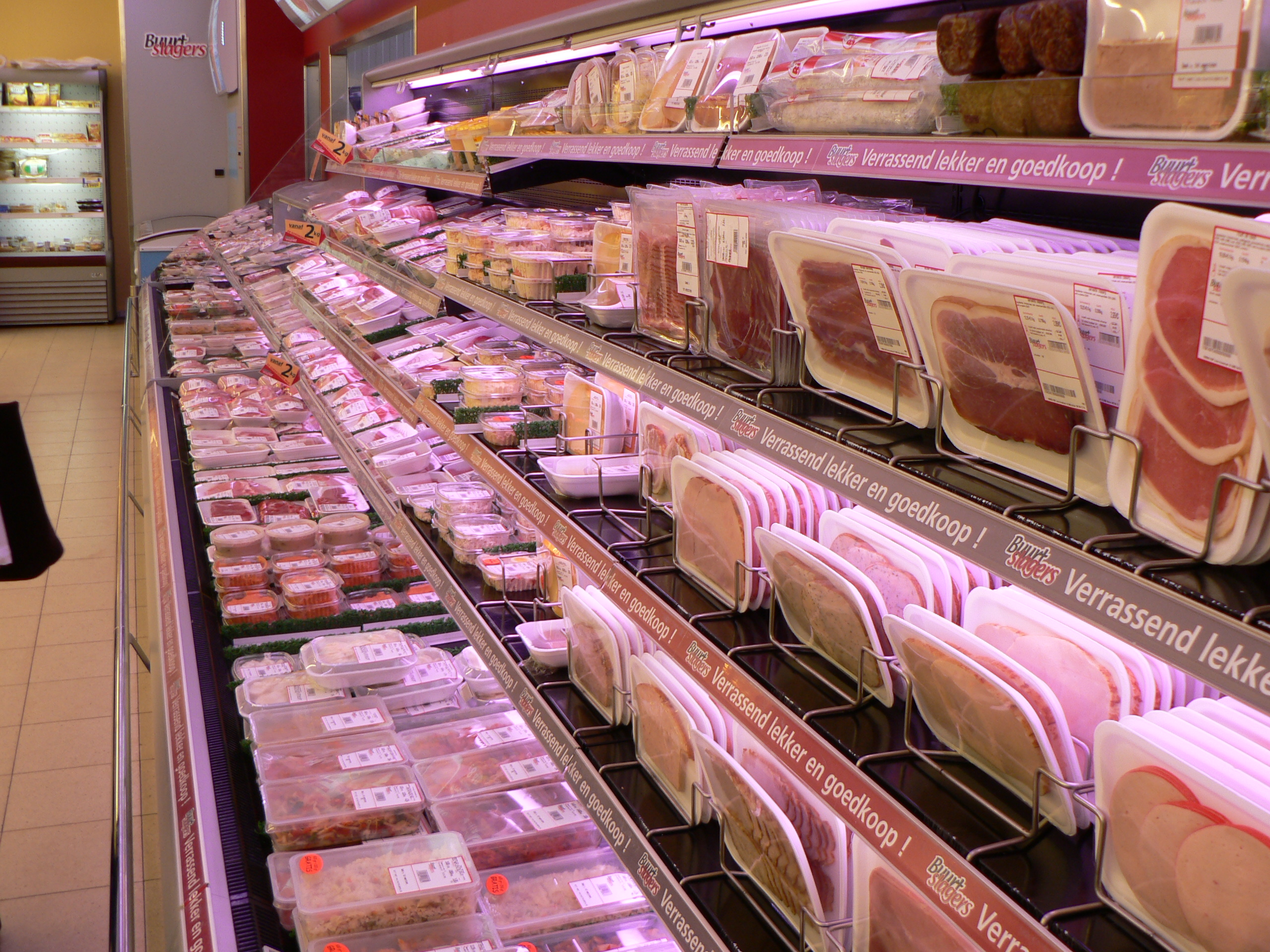
La refrigerazione permette la conservazione degli alimenti deperibili da pochi giorni a qualche mese (se abbinata al sistema cryovac).

L'impiego del freddo ha azioni differenti secondo la tecnica adottata. In generale qualsiasi metodo ha un'azione microbostatica: a differenza dei trattamenti termici, il freddo non uccide i microrganismi, bensì ne blocca la crescita. L'efficacia dell'azione microbostatica dipende naturalmente dalle esigenze termiche della specie microbica: quanto più bassa è la temperatura tanto meno favorevole è l'ambiente per la crescita microbica, fino ad oltrepassare la temperatura cardinale minima della specie di riferimento, sotto la quale la crescita si arresta.
L'uso di temperature più basse del punto crioscopico dell'alimento comporta il passaggio dell'acqua libera e dell'acqua debolmente legata dallo stato liquido a quello solido. In questo caso all'effetto microbostatico dell'abbassamento termico si aggiunge anche l'effetto della riduzione dell'attività dell'acqua.
I metodi di conservazione sono fondamentalmente di due tipi, riconducibili alla refrigerazione e alla congelazione, in base al rapporto fra temperatura di conservazione e punto crioscopico dell'alimento (quest'ultimo sempre inferiore a 0 °C). La refrigerazione propriamente detta non modifica gli altri parametri ambientali, tuttavia molte tecniche di refrigerazione sono accompagnate anche dal controllo della composizione dell'aria. In questi casi si parla di refrigerazione in atmosfera controllata e refrigerazione in atmosfera modificata secondo la tipologia.
La congelazione implica l'abbassamento della temperatura in modo da provocare il passaggio dell'acqua libera allo stato solido (ghiaccio). In base alle temperature adottate e ai tempi impiegati per ottenere la congelazione si distinguono tre tipologie: congelazione lenta, rapida e ultrarapida. La prima è la congelazione propriamente detta e si applica per produrre alimenti detti congelati. La rapida e l'ultrarapida rientrano invece nella tecnica della surgelazione e si applica per la produzione dei cosiddetti surgelati.
Una tecnica particolare, detta prerefrigerazione, non è un vero e proprio metodo di conservazione, bensì un trattamento rapido refrigerante che ha lo scopo di arrestare repentinamente i processi respiratori nella frutta e negli ortaggi conferiti alla centrale ortofrutticola.

### Conservazione con metodi chimici

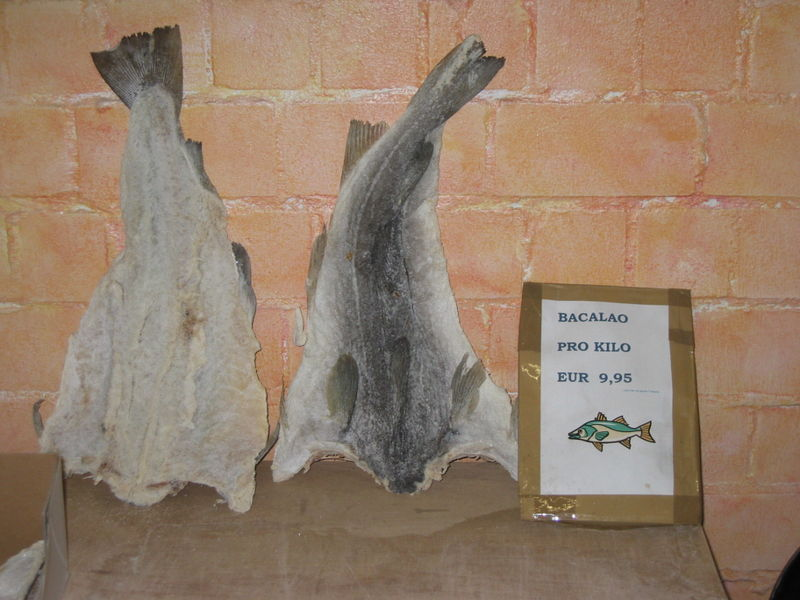
A differenza dello stoccafisso, il baccalà è conservato per salagione.

La conservazione con metodi chimici consiste nell'aggiunta all'alimento di sostanze che modificano le caratteristiche intrinseche dell'alimento sfavorendo la crescita microbica o l'avvio di reazioni biochimiche. Rientrano in questa tipologia di conservazione l'aggiunta di additivi alimentari, di cui si è parlato in precedenza, ad azione antimicrobica (anidride solforosa, acido sorbico, acido benzoico, ecc.) o antiossidante (acido ascorbico, tocoferoli, ecc.).
I metodi chimici tradizionali, alcuni applicati da tempi remoti, consistono però nell'uso di sostanze di origine naturale (conservanti naturali), soggetto a regolamentazioni differenti rispetto all'uso degli additivi alimentari. L'uso dei conservanti naturali è al tempo stesso una tecnica di conservazione e di trasformazione fisica, in quanto modifica sensibilmente le proprietà organolettiche dell'alimento. Più che additivi sono perciò considerati veri e propri ingredienti del processo trasformativo:

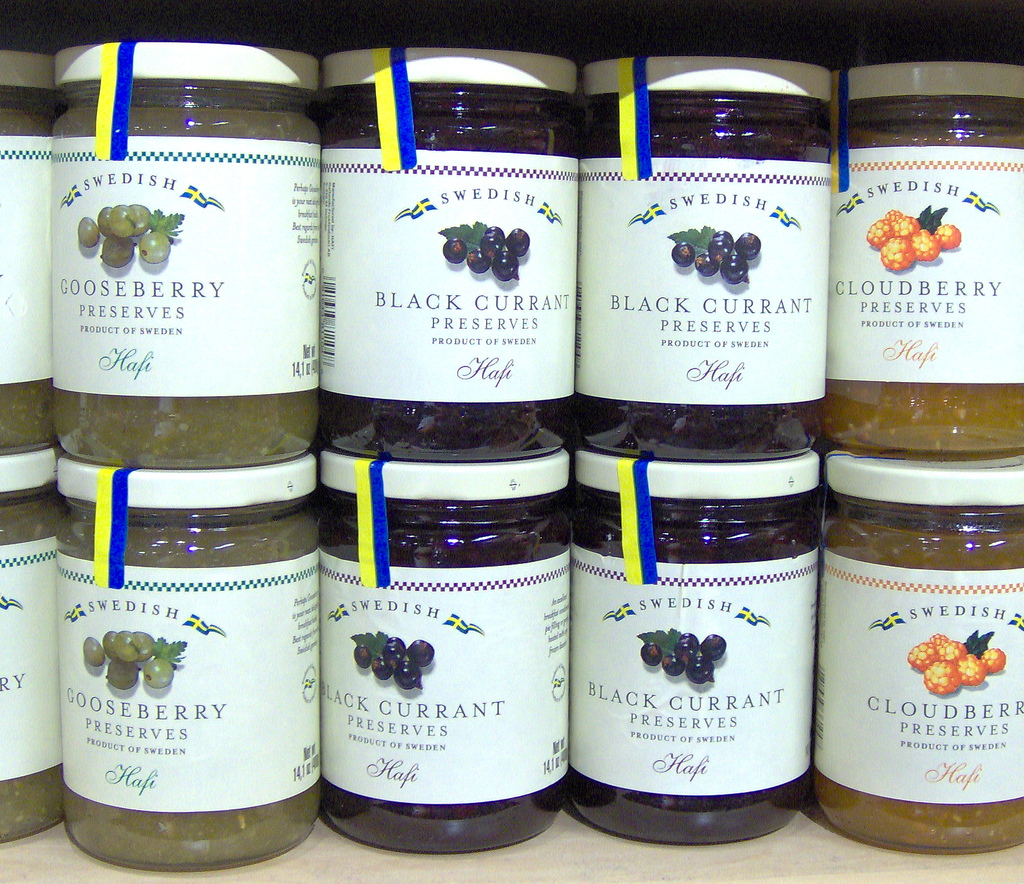
L'alta concentrazione in zucchero delle marmellate permette di conservarle per lungo tempo alla temperatura ambiente se le confezioni sono chiuse ermeticamente subito dopo una pastorizzazione.

- Salagione. Consiste nell'uso del NaCl (salagione a secco) o di soluzioni saline (salamoie). L'azione del sale è complessa, ma prevalentemente si manifesta con l'abbassamento dell'attività dell'acqua. È una pratica antichissima, largamente impiegata per la preparazione di derivati della carne e del pesce, formaggi, prodotti vegetali, ecc.
- Aggiunta di zucchero. Il saccarosio è l'ingrediente tradizionale usato, a scopi anche conservativi, nella preparazione di marmellate e canditi. L'azione dello zucchero si esercita sull'abbassamento dell'attività dell'acqua ma, per l'elevato peso molecolare, si svolge a concentrazioni piuttosto alte (60-70%). Maggiore efficacia si ha con l'impiego del glucosio per la preparazione degli sciroppi, con concentrazioni dell'ordine del 40%.
- Conservazione sotto alcol. L'etanolo ha un'azione microbicida (escluse le spore), ma tale azione si svolge in modo efficace ad alte concentrazioni. Per tale ragione questo metodo ha una scarsa applicazione, limitata solo alle conserve di frutta tradizionalmente denominate sotto spirito.

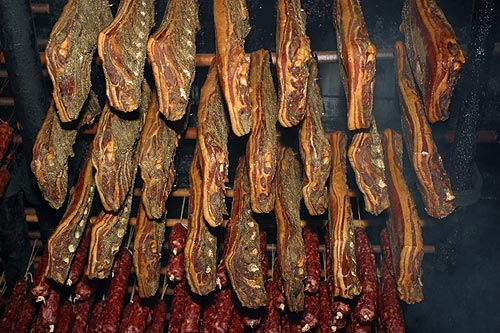
L'affumicamento è una delle poche tecniche di conservazione in cui l'alterazione delle proprietà organolettiche originarie rappresenta un miglioramento perché è gradita dal consumatore.

- Conservazione sott'olio. L'olio non è un vero e proprio antimicrobico ed è, anzi, soggetto a sua volta ad alterazioni. Questo conservante è usato per la preparazione dei sottoli e agisce isolando l'alimento dall'aria e ostacolando perciò la crescita dei microrganismi aerobi. Non ha invece alcuna azione sui clostridi e gli altri anaerobi. L'azione conservativa dell'olio è perciò piuttosto blanda e si combina sempre con altri metodi.
- Conservazione sott'aceto. L'aceto è un vero e proprio conservante che agisce sia con un'azione microbicida diretta sia abbassando il pH a valori incompatibili con la crescita microbica. È usato per la preparazione dei sottaceti, per lo più ortaggi, talvolta con l'impiego di altri aromi o dello zucchero (preparazione in agrodolce).
- Affumicamento. È una tecnica di origini antiche, che combina l'effetto particolare di miglioramento delle proprietà organolettiche con l'azione antimicrobica del fumo. Il trattamento consiste nell'esposizione del prodotto ai fumi emanati da un generatore. L'azione conservativa è complessa e si concretizza con un abbassamento dell'attività dell'acqua, con un trattamento termico blando, equivalente ad una pastorizzazione, e con l'ingresso di composti ad azione conservante, fra cui la formaldeide (antimicrobico) e alcuni polifenoli (antiossidante). L'azione conservante è tuttavia più complessa e strettamente legata alle condizioni ambientali che si verificano nel corso del trattamento.

### Conservazione con metodi radioattivi
Le radiazioni ad alta frequenza hanno un'azione microbicida che si esercita con interferenze dirette sul chimismo degli acidi nucleici. Tale azione si manifesta, con efficacia crescente, con la radiazione ultravioletta (UV) e con le radiazioni ionizzanti.
I raggi UV hanno impieghi limitati per quanto riguarda sia il settore di applicazione sia il Paese, in funzione delle specifiche normative. Più complessa è la posizione delle radiazioni ionizzanti, sull'uso delle quali ci sono controversie a causa di un presunto rischio nei confronti dei consumatori. In Italia la normativa vigente fa capo al D.L. n. 94 del 2001, che recepisce le Direttive UE n. 2 e 3 del 1999. In ambito comunitario è ammesso il trattamento di vari alimenti, fra cui bulbi, tuberi, pollame, cosce di rana, spezie, condimenti. In Italia l'unico impianto autorizzato è a San Benedetto dei Marsi, impiegato per l'irradiamento antigermogliativo di patate, cipolle e aglio, e in tutta l'Europa sono autorizzati circa 15 impianti.

### Conservazione con metodi biologici

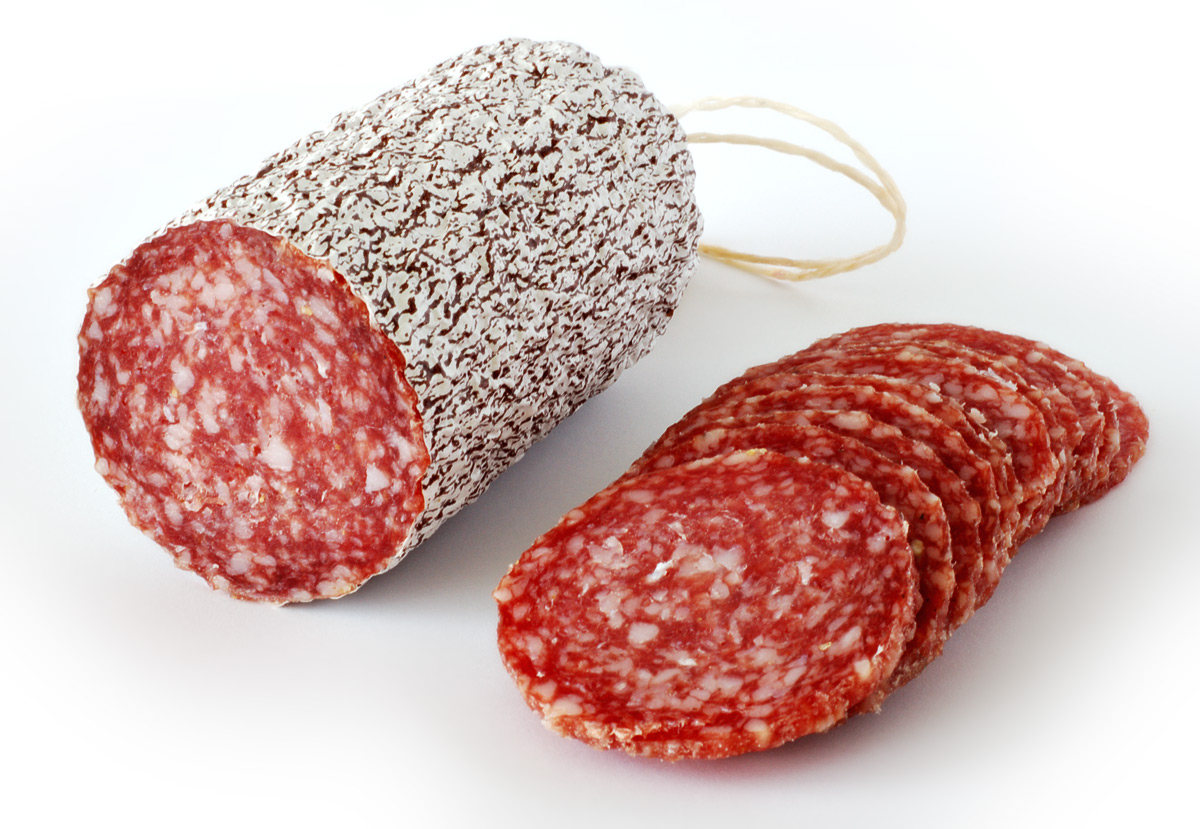
La fermentazione lattica interviene nella maturazione di vari salumi.

Le fermentazioni sono in genere una trasformazione fisica finalizzata a conferire determinate proprietà nutritive, tuttavia hanno anche uno scopo conservativo quando la modifica dell'ambiente intrinseco (composizione e proprietà fisico-chimiche dell'alimento) è sfavorevole allo sviluppo di altri microrganismi. Sotto questo aspetto la fermentazione è dunque un'alterazione controllata che sottrae l'alimento ad un'alterazione non desiderata. L'uso delle fermentazioni per la conservazione degli alimenti è antichissimo e le testimonianze risalgono a ben 4500 anni fa.
L'azione conservativa delle fermentazioni si identifica con l'abbassamento del pH causato dalle fermentazioni lattiche, al quale si accompagnano spesso altri effetti antimicrobici complementari (riduzione dell'attività dell'acqua, sviluppo di sostanze ad azione antimicrobica).
Queste fermentazioni agiscono spesso in abbinamento con altri metodi di conservazione: è il caso, ad esempio, delle olive al naturale, conservate in salamoia, di diversi salumi, dei cetrioli e dei crauti, ecc.

### Conservazione sotto vuoto

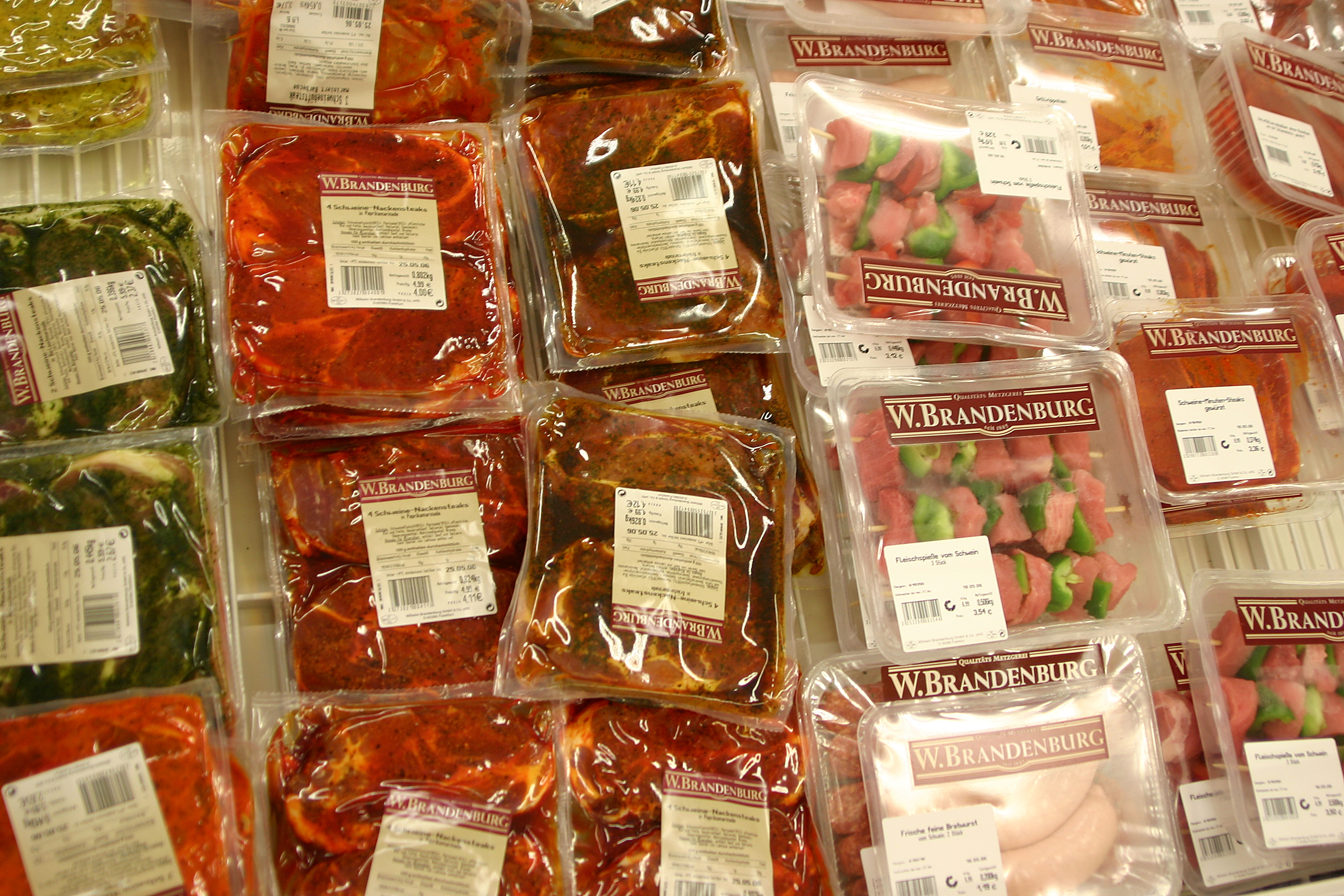
La conservazione sotto vuoto potenzia l'azione microbostatica della refrigerazione.

La conservazione sotto vuoto agisce riducendo la disponibilità di ossigeno, impedendo perciò lo sviluppo di microrganismi aerobi. Essendo insufficiente a proteggere l'alimento, è impiegato come metodo complementare, soprattutto per la refrigerazione, con la tecnica denominata cryovac.
Questa tecnica consiste nel confezionare il prodotto con pellicole plastiche termoretraibili, che aderendo strettamente al prodotto impediscono il contatto con l'aria e permettono di prolungare nel tempo l'efficacia della refrigerazione. Questo sistema permette di commercializzare alimenti in porzioni preconfezionate pronte per l'uso, come ad esempio i formaggi o i salumi affettati. Si è perciò largamente diffusa soprattutto con l'avvento della grande distribuzione in quanto semplifica l'organizzazione della vendita dei prodotti tradizionalmente venduti "al banco".
Uno sfruttamento della depressione si ha anche nell'appertizzazione: il confezionamento del prodotto si esegue a caldo, dopo di che la confezione è chiusa ermeticamente. Dopo la sterilizzazione, il raffreddamento della confezione provoca una riduzione del volume interno con una pressione negativa dell'ordine di 60-80 KPa. L'effetto della depressione si manifesta con la tipica superficie concava del tappo che presentano molte confezioni in barattolo.

## Commercializzazione
La commercializzazione è la terza componente che identifica la trasformazione di un prodotto agricolo. La distribuzione commerciale coinvolge differenti aspetti, alcuni di carattere strettamente tecnico, altri di carattere economico. Il valore aggiunto è dato dalla disponibilità del prodotto agroalimentare in un luogo distante dai punti in cui hanno avuto luogo la raccolta del prodotto e i vari processi di trasformazione fisica e conservativa. In questa trasformazione entrano in gioco varie manipolazioni.
Il confezionamento è un insieme di manipolazioni che hanno lo scopo di rendere presentabile e gestibile l'alimento dal momento in cui esce dall'industria di trasformazione fino al banco di vendita o al punto di ristoro. La natura del confezionamento varia da prodotto a prodotto ed è in genere soggetta a specifiche norme di attuazione finalizzate a garantire standard qualitativi e igienico-sanitari. Aspetti d'interesse normativo riguardano l'etichettatura, finalizzata a fornire varie informazioni a tutela del consumatore (luogo e data di produzione, scadenza, tracciabilità delle materie prime, classificazione merceologica, ecc.).

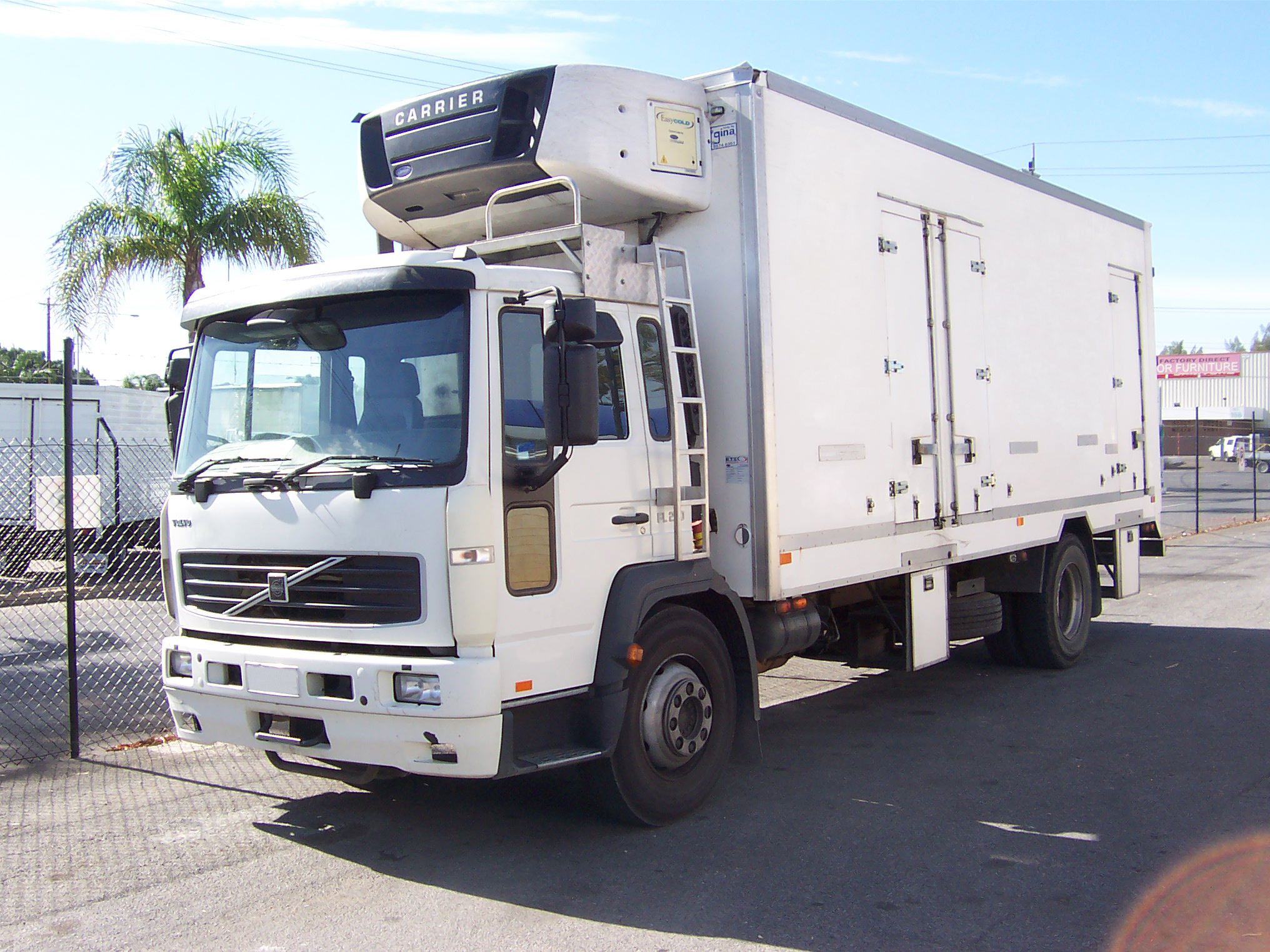
L'installazione degli impianti frigoriferi nei mezzi di trasporto integra a tutti gli effetti il sistema dei trasporti nella tecnica conserviera.

Il trasporto è trasferimento di massa del prodotto agricolo dal luogo di produzione ai centri di trasformazione e da questi ai vari siti di commercializzazione intermedi (ingrosso) e finali (dettaglio). Le tematiche relative a questo settore sono di carattere più ampio e solo in parte hanno una particolare specificità nel caso dei prodotti agroalimentari. L'aspetto di fondamentale importanza è l'integrazione del sistema di trasporto con le tecniche di conservazione, in particolare con gli alimenti che devono il loro stato di conservazione all'azione del freddo. In questo caso il trasporto è soggetto alla cosiddetta catena del freddo, sistema strutturale integrato che garantisce il mantenimento costante e senza soluzione di continuità delle temperature di conservazione dalla produzione alla vendita al dettaglio per merci altamente deperibili come latte, carne, pesce e surgelati. La catena del freddo è utilizzata largamente anche per il trasporto di merci deperibili di cui è richiesta la refrigerazione per mantenere l'integrità della freschezza e della serbevolezza come l'ortofrutta destinata al consumo diretto.

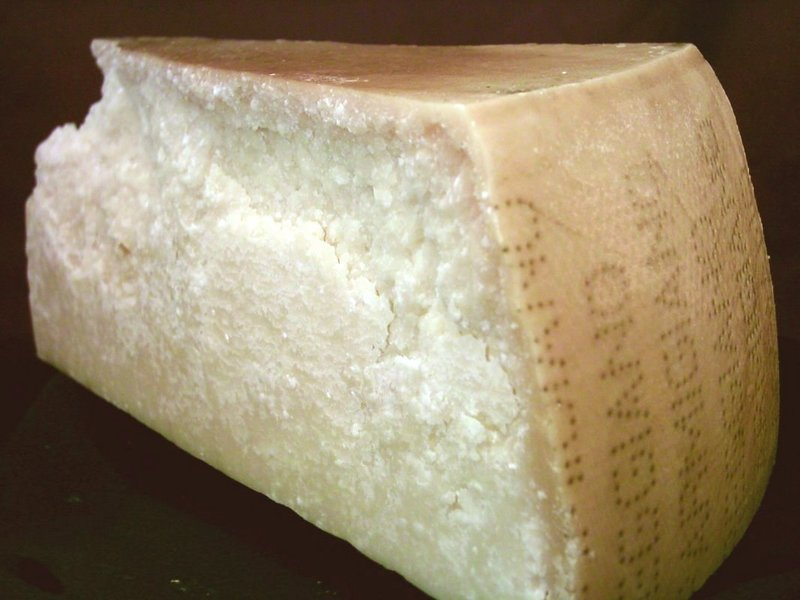
Il Parmigiano-Reggiano è un vero e proprio alimento griffato.

Lo stoccaggio è la fase di stazionamento del prodotto nelle strutture di commercializzazione all'ingrosso e al dettaglio. Le dimensioni e le tipologie dei magazzini cambiano secondo il tipo di struttura, la natura dei prodotti, la dimensione del canale di commercializzazione. Particolari impianti sono necessari per gli alimenti deperibili e il mantenimento delle temperature di conservazione.
Il marketing e la promozione sono attività strettamente connesse alla commercializzazione e che hanno lo scopo di determinare le condizioni di incontro fra i bisogni dei consumatori e l'offerta del prodotto trasformato. Questo comparto della trasformazione agroalimentare ha assunto un ruolo preponderante nelle economie di mercato, arrivando talvolta a creare un valore aggiunto di proporzioni ragguardevoli o a modificare l'elasticità della domanda. Un esempio di prodotto "griffato" è il Parmigiano-Reggiano, il cui valore non si deve solo alla qualità riconosciuta in tutti i formaggi grana: grana prodotti in altri Paesi lo imitano usando anche denominazioni riconosciute come fraudolente dalla stessa Corte di Giustizia europea.

## Strutture e soggetti

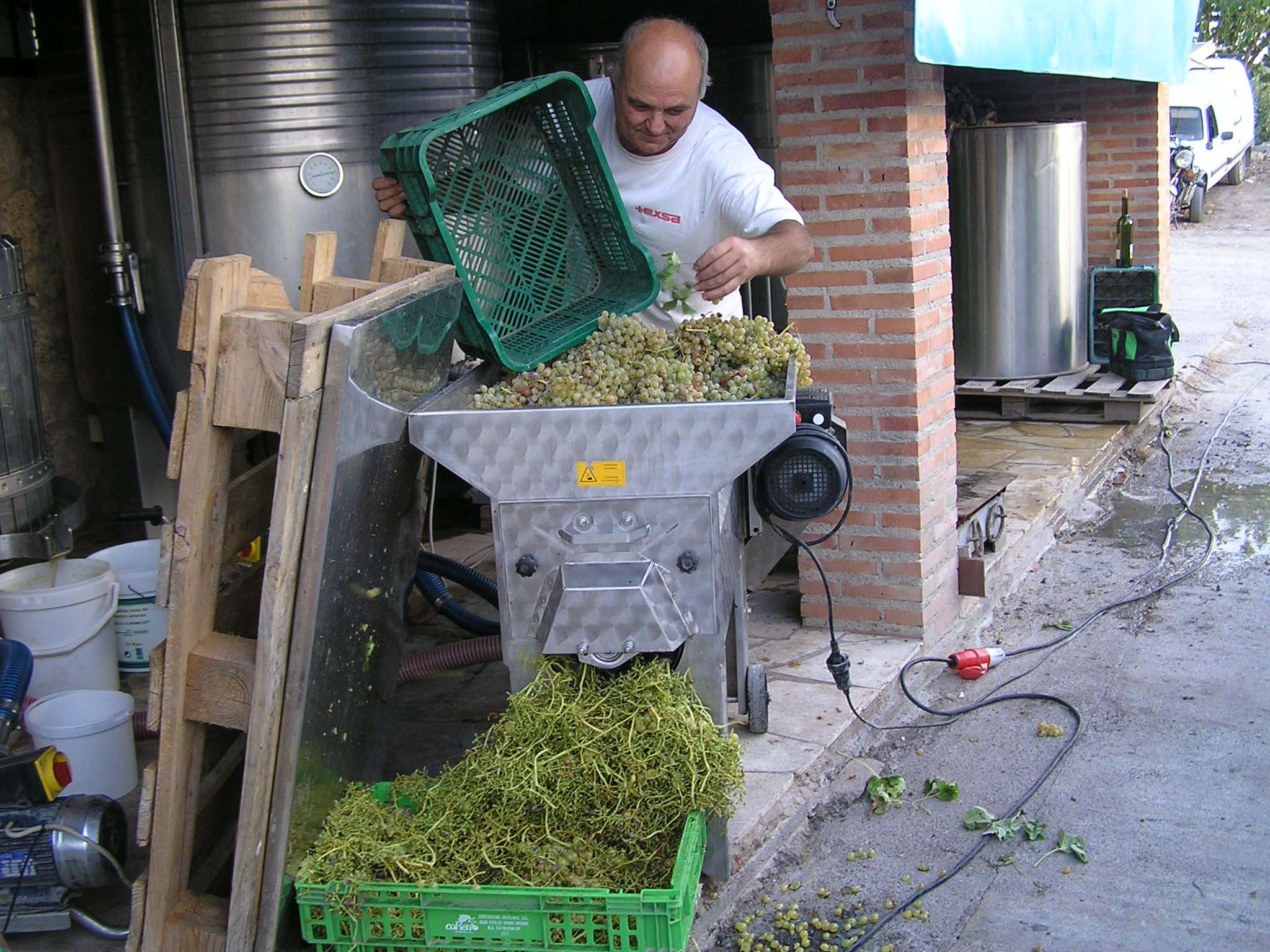
Enologia come attività agricola...

Per la sua eterogeneità e complessità il comparto agroalimentare abbraccia ben tre settori economici: il primario (agricoltura, pesca, allevamento), il secondario (industria), il terziario (commercio, trasporto, marketing, ecc.).
L'organizzazione dell'intero processo produttivo, dalla realizzazione del prodotto grezzo alla vendita del prodotto finito, si articola spesso in una concatenazione più o meno coordinata di strutture produttive, che nel complesso prende il nome di filiera. Fenomeni economici fondamentali, per la caratterizzazione e la razionalizzazione delle filiere, sono l'integrazione orizzontale e l'integrazione verticale. Si parla di integrazione verticale quando un unico soggetto, fisico o giuridico, si occupa di due o più fasi della filiera. Si parla di integrazione orizzontale quando invece un unico soggetto assume il controllo predominante di una o più fasi della filiera. Esempi di integrazione verticale sono ad esempio le cantine e i caseifici aziendali o sociali; esempi di integrazione orizzontale sono le cooperative e i consorzi di produttori, di commercianti, di consumatori, la grande distribuzione, ecc.

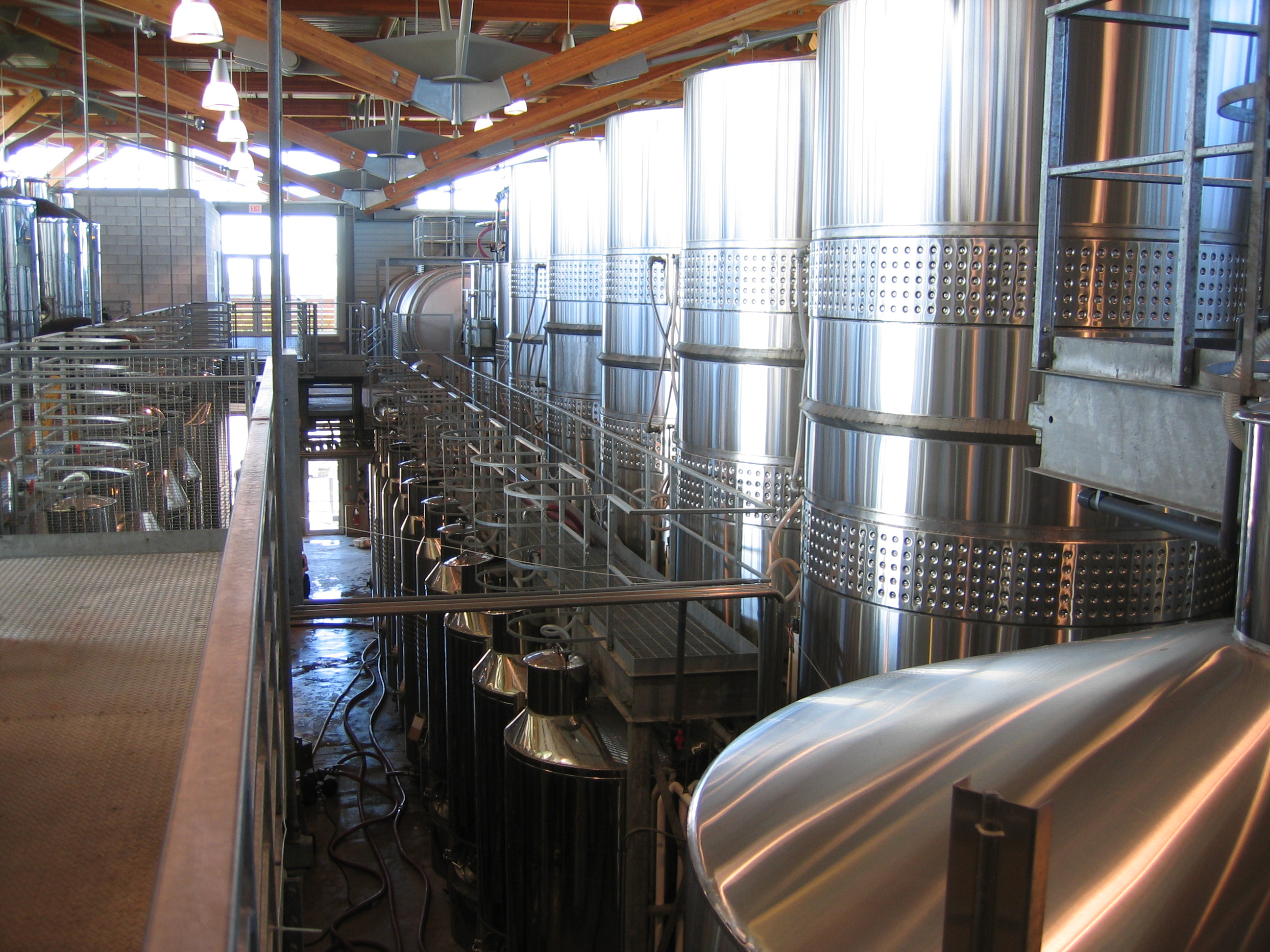
... e come attività industriale.

Le finalità dei processi di integrazione sono molteplici, ma in sostanza mirano ad una razionalizzazione dei mercati (alla produzione, intermedi, finali). Il valore aggiunto complessivo creato dalla trasformazione agroalimentare (margine di trasformazione) assume proporzioni sempre più grandi rispetto al valore intrinseco del prodotto grezzo, talvolta eccessive quando sull'intera filiera interferiscono anomalie strutturali di mercato e fenomeni di elasticità dell'offerta e della domanda che mettono in una posizione di svantaggio determinate categorie di soggetti. Queste anomalie si verificano, in particolare, quando in uno o più mercati si verifica l'incontro di un sistema di monopolio o oligopolio da un lato e di polverizzazione dall'altro, aggravato dalle caratteristiche intrinseche del prodotto, quali la stagionalità e la deperibilità, e dalle inefficienze delle strutture di distribuzione (trasporti, mercati intermedi, ecc.).

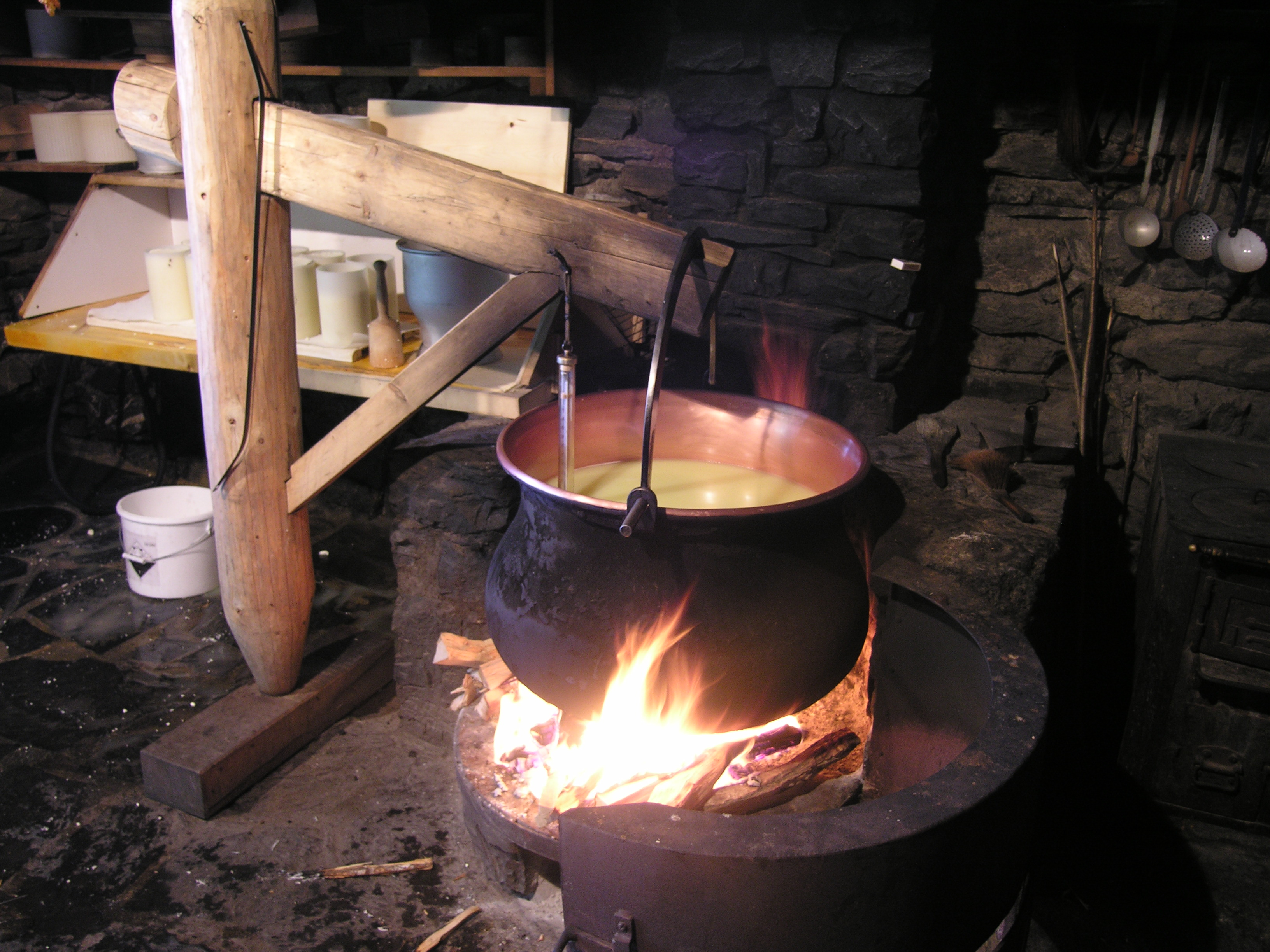
Caseificazione rustica...

Tradizionalmente, in Italia, le industrie di trasformazione sono state classificate in due grandi settori, uno prevalentemente agrario, l'altro industriale. Ciò ha portato alla separazione concettuale della cosiddetta industria agraria dall'industria alimentare. La prima presenta prerogative in cui hanno una forte influenza i processi produttivi agricoli e zootecnici. Le trasformazioni erano spesso attuate nella stessa azienda agraria oppure in aziende a gestione collettiva (opifici sociali). La seconda presenta prerogative in cui ha una forte influenza il processo di trasformazione, svincolando completamente il prodotto finale da quello grezzo. Nella prima categoria rientravano, a tutti gli effetti, le attività di trasformazione associate a tre prodotti tradizionali dell'azienda agricola italiana: il caseificio per il latte, la cantina per l'uva da vino, l'oleificio per le olive. Nella seconda categoria rientravano invece le attività di trasformazione che richiedevano l'impiego di impianti di una certa complessità e che hanno concentrato il processo di trasformazione nel settore prettamente industriale.

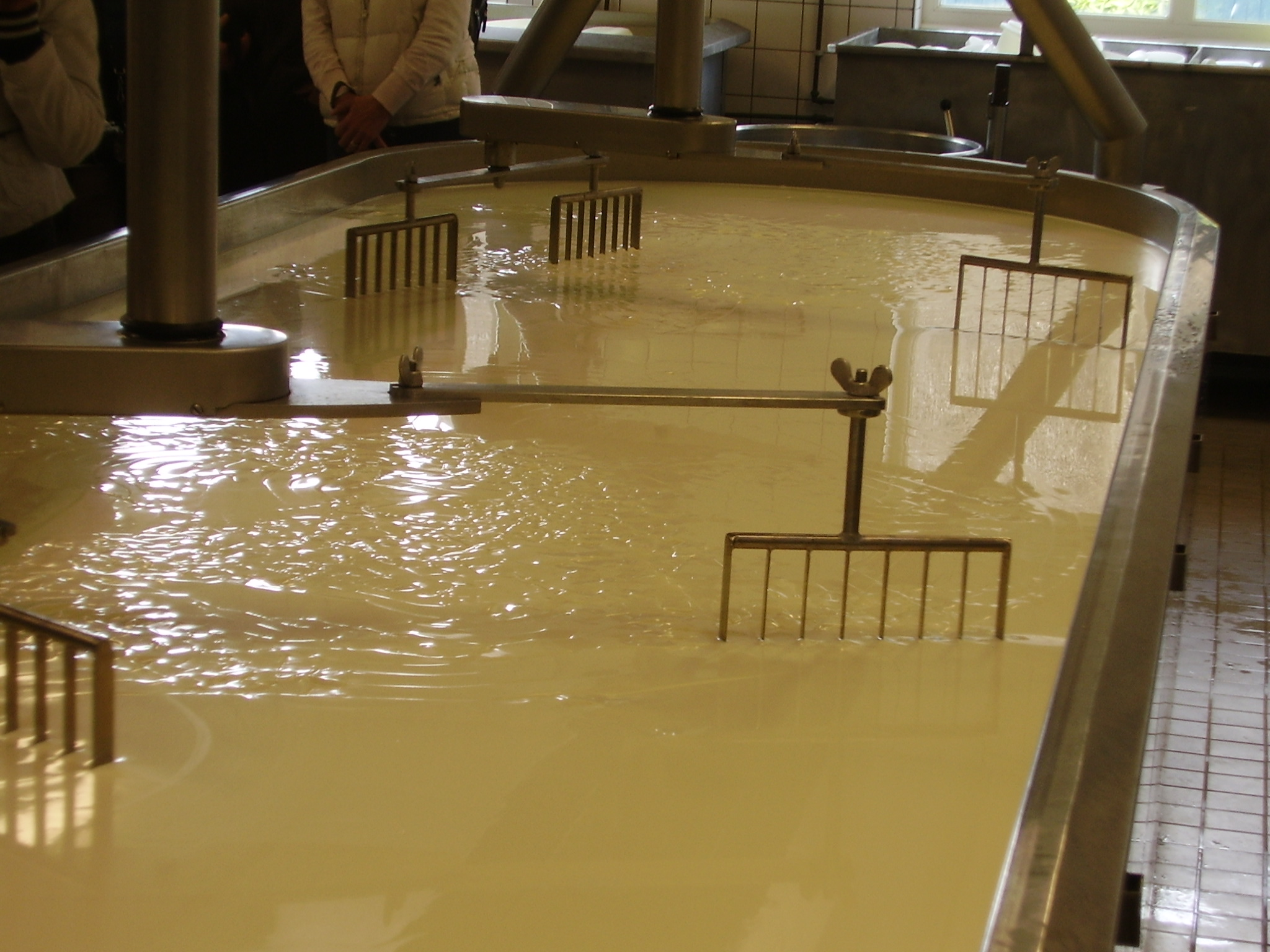
... e industriale.

Industrie alimentari tipiche della tradizione italiana erano l'industria molitoria per i cereali, l'industria conserviera per la conservazione a lungo termine dei prodotti deperibili (pomodoro, frutta, carne in scatola, ecc.), l'industria dolciaria, collocata a valle di altre industrie di trasformazione, lo zuccherificio per l'estrazione dello zucchero dalla barbabietola, ecc.). Una posizione particolare avevano i macelli e le centrali ortofrutticole strutture di trasformazione a connotazione fortemente commerciale.
Attualmente la complessità delle filiere, i processi di integrazione, la forte differenziazione dei prodotti rispetto a quelli tradizionali, l'evoluzione degli impianti, l'evoluzione della normativa, sono fattori che rendono anacronistica la distinzione fra industria alimentare e industria agraria e, spesso, la stessa distinzione fra il settore agricolo e gli altri settori, a causa della compenetrazione dei soggetti nei vari settori. Le demarcazioni meno nette portano pertanto all'evoluzione dei concetti di industria agroalimentare e di settore agroalimentare, integrando tutti i processi produttivi che portano alla formazione del prodotto alimentare trasformato.

## Tutela del consumatore

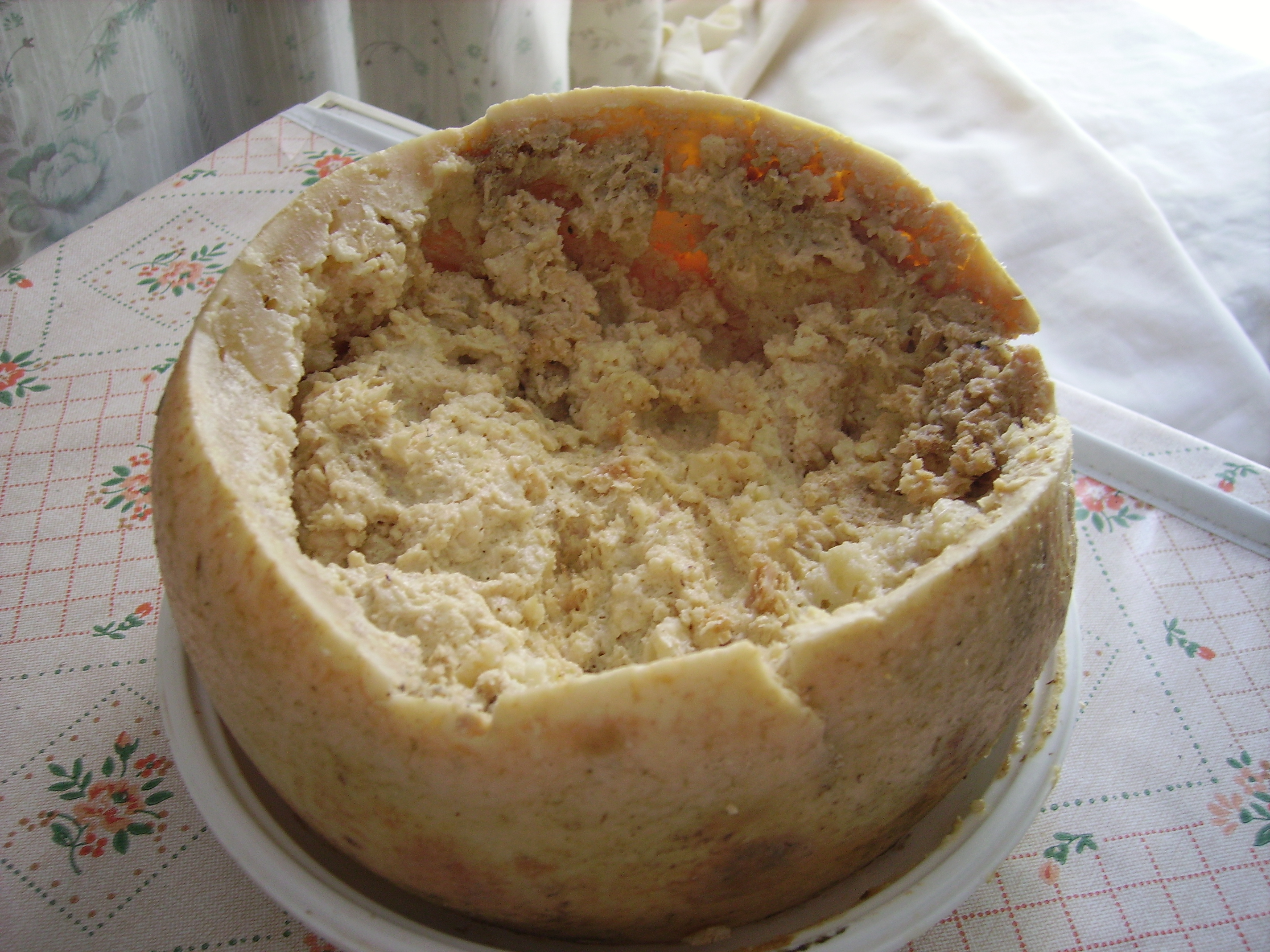
Il casu marzu, inserito all'interno della banca dati dei Prodotti agroalimentari tradizionali italiani del Ministero delle politiche agricole, alimentari e forestali e impropriamente detto "formaggio marcio", in Sardegna attira anche un mercato di nicchia ma del tutto abusivo, in quanto non rispetta gli attuali standard igienico-sanitari previsti per il settore lattiero-caseario.

A tutela del consumatore, la legislazione definisce degli standard, relativi alla trasformazione, che hanno lo scopo di prevenire danni alla salute dei consumatori e frodi e, nel contempo, garantire una maggiore qualità della produzione.
I danni alla salute possono provenire da errate o carenti tecniche di trasformazione, da condizioni operative carenti sotto l'aspetto igienico-sanitario, dall'aggiunta di sostanze nocive. Il legislatore garantisce che questi rischi siano ridotti al minimo definendo parametri restrittivi, regolamentando l'esercizio delle attività di trasformazione, combattendo l'abusivismo, attivando sistemi di controllo attraverso le autorità sanitarie. La normativa in tal senso è in continua evoluzione verso standard sempre più rigorosi. Fra le innovazioni di maggior rilievo nel settore agroalimentare va citata l'introduzione in Europa dell'HACCP negli anni novanta, un sistema di autocontrollo del processo produttivo esteso a tutte le fasi, al fine di prevenire l'insorgenza di rischi igienici e sanitari.
La frode alimentare è una qualsiasi adulterazione, a carico di un alimento, che nasconde un processo eseguito in contrasto con le norme. Esempi classici di frodi alimentari sono il taglio di grassi vegetali con olio vergine d'oliva ricco di fruttato allo scopo di venderlo come olio extra vergine di oliva, l'impiego dello zucchero per aumentare il grado zuccherino dell'uva, l'aggiunta di additivi finalizzata a mascherare difetti organolettici, l'indicazione di provenienze geografiche differenti, ecc.

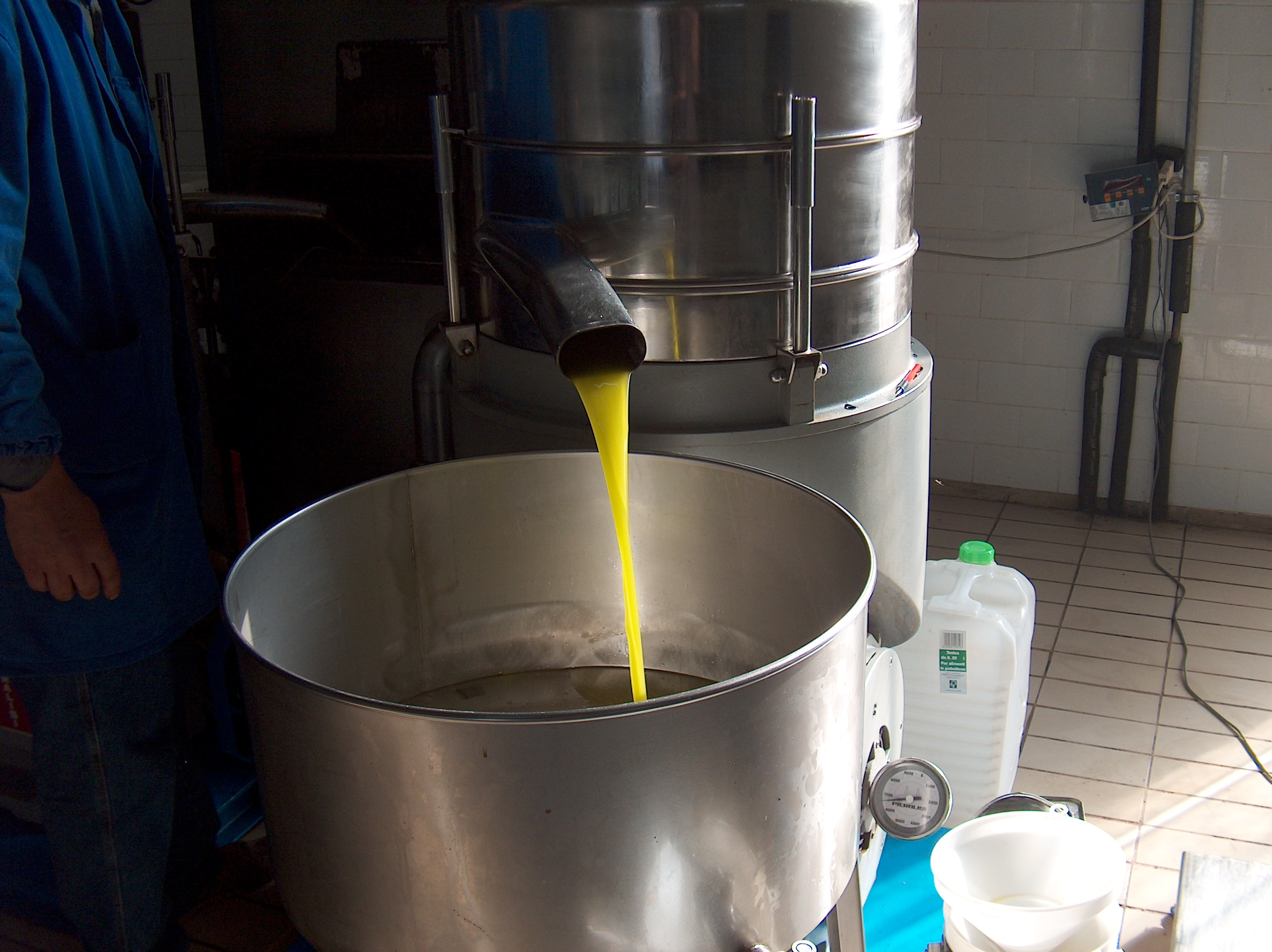
L'olio di oliva, uno dei prodotti agroindustriali più esposti alle adulterazioni.

Ogni prodotto è potenzialmente esposto alle adulterazioni e il rischio che queste si verifichino è tanto maggiore quanto più alto è il costo di produzione di un alimento e il suo valore di mercato. Per questo motivo le frodi hanno tradizionalmente interessato gli alimenti "nobili", come i vini di pregio, l'olio d'oliva, alcuni formaggi, ecc. Va precisato che non necessariamente la frode comporta un danno alla salute del consumatore e talvolta una stessa tecnica è considerata frode da legislazioni differenti. In tal senso contribuisce molto l'intento del legislatore nel garantire la genuinità di un processo di trasformazione. Ad esempio, l'aggiunta di zucchero al mosto, è una frode in gran parte dell'Europa, ma è ammessa per i vini del Reno.
Il controllo della qualità è un aspetto che assume un interesse progressivamente maggiore nelle economie avanzate. Il valore intrinseco di un alimento è incrementato notevolmente da un insieme di requisiti di qualità che riscuotono un particolare favore verso i consumatori. Queste caratteristiche sono spesso il risultato di un processo produttivo regolamentato da un disciplinare di produzione e che interagisce con un contesto ambientale e geografico particolare e, in molti casi, possono fregiarsi di una particolare identificazione rappresentata da un marchio o da denominazioni specifiche tutelate (DOP, DOC, IGT, ecc.).